# Renaissance du XIIe siècle
Pour les articles homonymes, voir Renaissance (homonymie).
Pour un article plus général, voir Renaissances médiévales.
La renaissance du XIIe siècle est une période majeure de renouveau du monde culturel au Moyen Âge, mise en évidence par les travaux des historiens Charles H. Haskins, Jacques Le Goff ou encore Jacques Verger. Sur le plan architectural, elle voit s'imposer le château fort en pierre, construction tardive mais devenue emblématique du Moyen Âge, qui remplace définitivement la motte castrale à palissade en bois. On parle plus précisément d'architecture philippienne. 
Stimulée par un contexte de prospérité inédit depuis le début du Moyen Âge, sur les plans démographique et économique, mais aussi par une période de « renaissance politique » et par la réforme de l'Église, la chrétienté vit une profonde mutation de ses structures culturelles. Le monde monastique se recentre sur la fonction méditative, ce qui profite aux écoles urbaines qui fleurissent dans les grandes villes, à commencer par Paris, notamment grâce à l'abbaye Saint-Victor, mais aussi Chartres ou Bologne. Les disciplines intellectuelles sont ainsi dynamisées et nourries par l'élan des traductions depuis le grec et l'arabe en Espagne et en Italie, qui diffuse de nouveaux textes d'Aristote et de ses commentateurs musulmans. De là découle un goût nouveau pour les disciplines scientifiques, pour la dialectique, la naissance de la théologie dogmatique et l'esquisse de la scolastique, ou encore l'essor du droit et de la médecine dans les régions méditerranéennes.
Siècle de l'essor d'une véritable classe d'« intellectuels » selon les mots de Jacques Le Goff, tels Abélard, connu pour ses amours avec Héloïse et la virulence de son conflit avec saint Bernard, ou encore Jean de Salisbury ou Pierre Lombard, siècle d'un nouvel humanisme fondé sur le renouveau de la culture antique selon l'adage de Bernard de Chartres (« des nains sur des épaules de géants »), siècle de l'épanouissement d'une culture de cour et de la littérature courtoise, le XIIe siècle prépare la maturité culturelle du siècle suivant, qui se révélera dans le cadre des universités.

## Historiographie

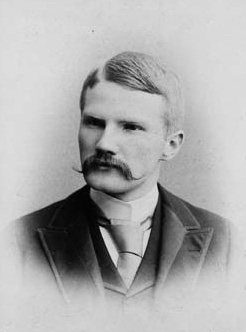
Charles H. Haskins, qui élabora la notion de « renaissance du XIIe siècle ».

L'application du concept historiographique de « renaissance » au XIIe siècle est apparemment due au médiéviste américain Charles H. Haskins, bien que certains auteurs du XIXe siècle aient utilisé cette formule sans l'approfondir, et que la notion de renaissance ait déjà été reprise pour qualifier d'autres périodes du Moyen Âge,. En 1927 paraît en effet un livre devenu un classique, The Renaissance of the Twelfth Century. La démarche adoptée est résolument novatrice : contrairement par exemple à Jacob Burckhardt, qui entend montrer que la Renaissance du XVIe siècle prend racine dans les siècles précédents, Haskins tente de mettre en évidence un renouveau culturel distinct et autonome, et d'en comparer la démarche en soulignant certains traits communs (redécouverte de textes classiques, développement d'une activité intellectuelle sinon laïque, en tout cas moins contrôlée par l'Église). Dans sa préface, Haskins affirme ainsi :

« Le XIIe siècle en Europe fut sur bien des plans une période fraîche et vigoureuse. Outre les Croisades, l'essor urbain, et les premiers États bureaucratiques d'Occident, cette époque a aussi permis l'apogée de l'art roman et les débuts du gothique, l'émergence des littératures vernaculaires, le renouveau des classiques latins, de la poésie latine et du droit romain, la redécouverte de la science grecque avec ses enrichissements arabes, et de la majeure partie de la philosophie grecque, et les origines des premières universités d'Europe. Le douzième siècle a laissé sa marque sur l'éducation supérieure, sur la philosophie scolastique, sur les systèmes juridiques européens, sur l'architecture et la sculpture, sur le drame liturgique, sur la poésie latine et vernaculaire. »

Le succès du livre de Haskins popularise la notion de « renaissance du XIIe siècle », avec son usage notable pour le monde scolaire par trois dominicains canadiens, Gérard Paré, Adrien Brunet et Pierre Tremblay, auteurs de La Renaissance du XIIe siècle : les écoles et l'enseignement, ouvrage paru en 1933. Diverses contestations sont toutefois émises après la guerre, en raison de différences fondamentales et indéniables entre le XIIe et le XVIe siècle, les hommes du premier n'ayant pas eu au même point que ceux du second la conscience d'un renouveau après des siècles d'obscurité. Les sources d'époque accréditent d'ailleurs cette interprétation, les auteurs du XIIe siècle se réclamant d'une renovatio (renouveau) ou d'une reformatio ou restauratio (réforme), c'est-à-dire d'un retour à un essor momentanément empêché, plutôt que d'une « renaissance » ou d'une rupture. Le concept de renaissance du XIIe siècle est pourtant entré dans les habitudes et, loin d'être abandonné, il est fréquemment utilisé et d'ailleurs appliqué à diverses autres périodes médiévales.
Ce succès du concept de renaissance du XIIe siècle est sanctionné par quelques colloques internationaux importants et leurs actes, notamment Renaissance and Renewal in the Tweltfth Century, publié en 1982,. Ce titre est également repris par Jacques Verger pour un petit ouvrage synthétique d'abord publié en italien puis en français. Comme le note ce dernier, la vision essentiellement culturelle de Haskins a été renouvelée grâce aux progrès de la recherche, et en particulier l'apport des monographies locales, des études économiques et politiques, et la connaissance plus précise des mouvements de réforme religieuse. La vision des historiens de la période s'est par ailleurs élargie, au-delà des zones géographiques et de la période privilégiées par Haskins (c'est-à-dire le nord de l'Italie et le nord de la France, des environs de 1100 au début du XIIIe siècle) : presque tout l'Occident semble concerné à des degrés divers par ce mouvement, dont les prémices remontent en réalité au dernier tiers du XIe siècle, certains historiens instaurant même une véritable continuité avec la renaissance ottonienne, voire avec la renaissance carolingienne (la continuité étant moins assurée en aval). « C'est donc une "Renaissance du XIIe siècle" plus diverse et moins sûre d'elle-même que ne le pensait Haskins, que l'état actuel de l'historiographie [...] incite à présenter ».

## Contexte

### Essor économique et politique de l'Occident
Si l'expression « renaissance du XIIe siècle » désigne principalement un mouvement intellectuel et culturel, on peut toutefois la distinguer de la renaissance carolingienne et de la renaissance ottonienne en cela que le XIIe siècle connaît, bien plus que les siècles précédents, un contexte général de prospérité, et de profondes mutations sociales et politiques. L'essor de l'Occident au XIIe siècle résulte de différents facteurs d'expansion : croissance démographique, défrichements et mise en valeur de terres nouvelles, essor urbain, progrès des échanges et de l'économie monétaire, et enfin reprise de l'extension territoriale de l'Occident, pour la première fois au Moyen Âge, après des siècles de repli et d'invasions. Ces facteurs interagissent entre eux et il est donc difficile de les distinguer ou de les hiérarchiser.

#### Croissance démographique
La faiblesse quantitative et qualitative des sources (malgré l'apport de l'archéologie) rend difficile les évaluations démographiques précises au Moyen Âge, encore plus avant le XIIIe siècle. La croissance démographique de l'ensemble de l'Occident est cependant une certitude qui, même sans vision statistique, est largement étayée par une série d'indices,.
On peut retenir l'extension des terroirs habités et cultivés en France (Île-de-France, Normandie), en Allemagne du centre et de l'est, les asséchements de la Flandre, de la plaine du Pô en Italie, l'apparition de nouveaux hameaux et de fermes isolées à l'écart des villages existants. Ce mouvement se poursuit au XIIIe siècle mais est probablement essentiellement accompli dès le XIIe.
La croissance démographique est également une réalité dans les villes, même si on l'observe surtout dans quelques zones : Italie du nord et Flandre surtout avec un maillage de villes dépassant les dix mille habitants. Quelques grandes villes s'y ajoutent de façon plus isolée (Londres, Paris, Cologne, Montpellier, Barcelone).

#### Croissance agricole et l'essor des campagnes
La conquête de nouveaux sols par défrichements et asséchements, observée dans tout l'Occident chrétien, permet un accroissement de la production agricole. Celle-ci est également facilitée par l'amélioration des techniques : la métallurgie permet d'améliorer les outils (hache, fourche, bêche, houe), de remplacer l'araire par la charrue, de ferrer les chevaux ; la traction bénéficie du recours plus fréquent au cheval de labour, et à l'amélioration de l'utilisation du bœuf grâce au joug de cornes et à l'attelage en file. Ceci, combiné à la période probable d'optimum climatique entamée entre 800 et 900, permet l'amélioration notable des rendements, notamment dans les grandes plaines limoneuses d'Europe du nord, où l'assolement devient triennal, réduisant la part de la jachère. La production augmente donc, et se diversifie : les grains pauvres cèdent la place aux bonnes céréales (froment pour les hommes, avoines pour les chevaux), les légumineuses désormais intercalées (fèves, vesces, pois) diversifient l'alimentation, les cultures de vigne s'étendent, et les espaces non cultivés ou en jachère demeurent assez vastes pour les troupeaux.
Cette amélioration de la production, en plus de limiter les disettes (et donc de contribuer à l'essor démographique), permet des excédents qui, écoulés sur le marché, intègrent les campagnes dans le jeu de l'économie monétaire. Un mécanisme qui permet des profits, certes fragiles et inégaux, mais assez larges pour la seigneurie foncière, et qui participent à financer de nouvelles constructions (châteaux mais aussi églises et abbayes), des œuvres d'art (sculptures, orfèvrerie), le travail des scriptoria et l'entretien des écoles. Par ailleurs, les familles enrichies de ces campagnes sont confrontées aux difficultés des partages successoraux, et contrôlent sévèrement le mariage des filles et des cadets, souvent écartés vers un célibat prolongé, voire vers la cléricature : ce milieu de jeunes nobles compte de nombreux clercs éminents de la renaissance du XIIe siècle, de saint Bernard à Pierre le Chantre.

#### Société urbaine
L'essor des villes d'Occident ne se traduit pas seulement sur le plan démographique. La population urbaine reste assez faible si on la compare à d'autres époques, et sa croissance est inférieure à celle de la population rurale. Les chiffres concernant Paris, la plus grande ville occidentale du temps qui joue un rôle majeur dans la renaissance culturelle, sont très difficiles à définir, la ville ne compte sans doute pas plus de 200 000 habitants à la fin du XIIIe siècle et peut-être 80 à 100 000 habitants vers 1200. Le XIIe siècle montre une société urbaine parvenue à maturité, et c'est en son sein que fleurit la renaissance culturelle : contrairement aux siècles précédents, le travail intellectuel est désormais avant tout urbain, et non plus monastique.
La croissance urbaine présente quoi qu'il en soit une rapidité suffisante pour animer un véritable « chantier urbain » selon l'expression de Jacques Le Goff, qui décrit à la fois les profonds travaux qui se déroulent dans la ville, et les profondes mutations sociales et politiques qui la traversent. La société urbaine se diversifie, la fonction économique se renforce, entraînant une plus grande division du travail, l'apparition des métiers, et de classes sociales distinctes, avec une élite marchande enrichie.
Ces changements sont également liés à des facteurs politiques : les rois Louis VI (1108-1137), Louis VII (1137-1180) et Philippe Auguste (1180-1223) font de Paris notamment une véritable capitale politique. La société de cour naît alors, et s'agrège à la société ecclésiastique (autre classe dominante traditionnelle de la ville). Ces différents groupes (Église, oligarchie marchande, clientèle politique), ouverts sur l'ensemble de la société grâce à des mécanismes efficaces de mobilité sociale sont liés, ils s'influencent, se renforcent ou s'affrontent dans un contexte général de bouleversement des structures politiques, notamment avec le mouvement communal, ils stimulent la renaissance culturelle en redonnant vie à la circulation des hommes et des idées, et en protégeant les lettrés,.
Ce dynamisme résulte finalement en la naissance de « mentalités urbaines » au cours du XIIe siècle. La ville est l'objet d'éloges chez les lettrés, en particulier Paris, véritable paradis selon le rapprochement des sonorités entre Parisius et Paradisus que font notamment les Goliards, clercs itinérants produisant des vers satiriques : « Paradisius mundi Parisius, mundi rosa, balsamum orbis ». Jean de Salisbury expose dans une lettre à Thomas Becket en 1164 la bonne impression que lui a fait Paris, lieu de bonheur et d'activité intellectuelle qu'il élève à l'équivalent d'une terre sainte : « j'ai cru voir plein d'admiration l'échelle de Jacob dont le sommet touchait le ciel et était parcourue par des anges en train de monter et de descendre. Enthousiasmé par cet heureux pèlerinage j'ai dû avouer : le Seigneur est ici et je ne le savais pas »,. Philippe de Harvengt fait un éloge comparable à un disciple : « Poussé par l'amour de la science te voilà à Paris et tu as trouvé cette Jérusalem que tant désirent. C'est la demeure de David [...] du sage Salomon. Un tel concours, une telle foule de clercs s'y presse qu'ils sont en voie de surpasser la nombreuse population des laïcs. Heureuse cité où les saints livres sont lus avec tant de zèle, où leurs mystères compliqués sont résolus grâce aux dons du Saint-Esprit, où il y a tant de professeurs éminents, où il y a une telle science théologique qu'on pourrait l'appeler la cité des belles-lettres ! »,. On peut encore citer Gui de Bazoches et sa fameuse lettre dite « Éloge de Paris » : « Elle [Paris] est assise au sein d’un vallon délicieux, au centre d’une couronne de coteaux qu’enrichissent à l’envi Cérès et Bacchus. La Seine, ce fleuve superbe qui vient de l’Orient, y coule à pleins bords et entoure de ses deux bras une île qui est la tête, le cœur, la moelle de la ville entière. [...] Dans l’île, à côté du Palais des rois, qui domine toute la ville, on voit le palais de la philosophie où l’étude règne seule en souveraine, citadelle de lumière et d’immortalité »,[réf. incomplète].

#### Reprise des échanges
Cette société plus riche devient également une société plus commerçante, et c'est tout l'Occident chrétien qui connaît une mobilité géographique accrue. L'essor économique et la stabilisation politique permettent d'améliorer les routes, de construire des ponts, et de rendre le réseau plus sûr par l'entretien des infrastructures (ponts, hospices) et la conduite des voyageurs (cols), le tout étant permis par l'essor d'une fiscalité adaptée (péages). Ces progrès profitent aux marchands qui affluent dans les foires urbaines comme celles de Champagne, mais aussi aux pèlerins, les pèlerinages de Saint-Jacques de Compostelle ou de Rome connaissant alors un certain apogée. L'économie monétaire remplace progressivement les pratiques de don et contre-don, ce qui se vérifie par la multiplication des frappes par les princes, par les efforts d'unification de l'unité pondérale (le marc germanique), ou encore par la multiplication des textes canoniques (concile de Latran II en 1139, Décret de Gratien en 1140, concile de Latran III en 1179, décrétale Consuluit d'Urbain II en 1187) et des textes théologiques (Hugues de Saint-Victor, Pierre Lombard, Pierre le Mangeur) condamnant l'usure et y assimilant souvent le prêt à intérêt.
Le monde de la pensée bénéficie de cette mobilité accrue : les lettrés entretiennent une correspondance fournie (plus de cinq cents lettres pour saint Bernard en une trentaine d'années), les jeunes étudiants effectuent des chemins de plus en plus longs pour rallier les écoles urbaines (à Paris, Abélard vient de Bretagne, Hugues de Saint-Victor vient de Saxe), et sont nombreux à franchir les Alpes pour suivre l'enseignement des juristes de Bologne ou des médecins de Salerne.
Ce commerce routier à portée locale est également complété par un commerce lointain grandissant, qui prend son essor sur les voies fluviales et maritimes surtout. Les péages se multiplient sur les fleuves et certains historiens y voient le principal moyen de transport en Occident, ne réservant aux routes qu'un rôle d'appoint. Pour les échanges avec les régions plus éloignées encore, la navigation maritime croît également. En Méditerranée, elle est principalement contrôlée par les républiques maritimes italiennes, dont l'activité commerciale facilite aussi les contacts culturels avec les aires islamique et byzantine, l'importation de manuscrits et d'innovations techniques. Dans le même temps, le nord de l'Europe et la façade Atlantique participent à l'essor du commerce nordique. Celui-ci s'amorce par un renforcement des infrastructures portuaires, comme à Lübeck, à Bruges (création de l'avant-port de Damme en 1180), à Rouen, à La Rochelle.

#### Reprise de l'extension territoriale

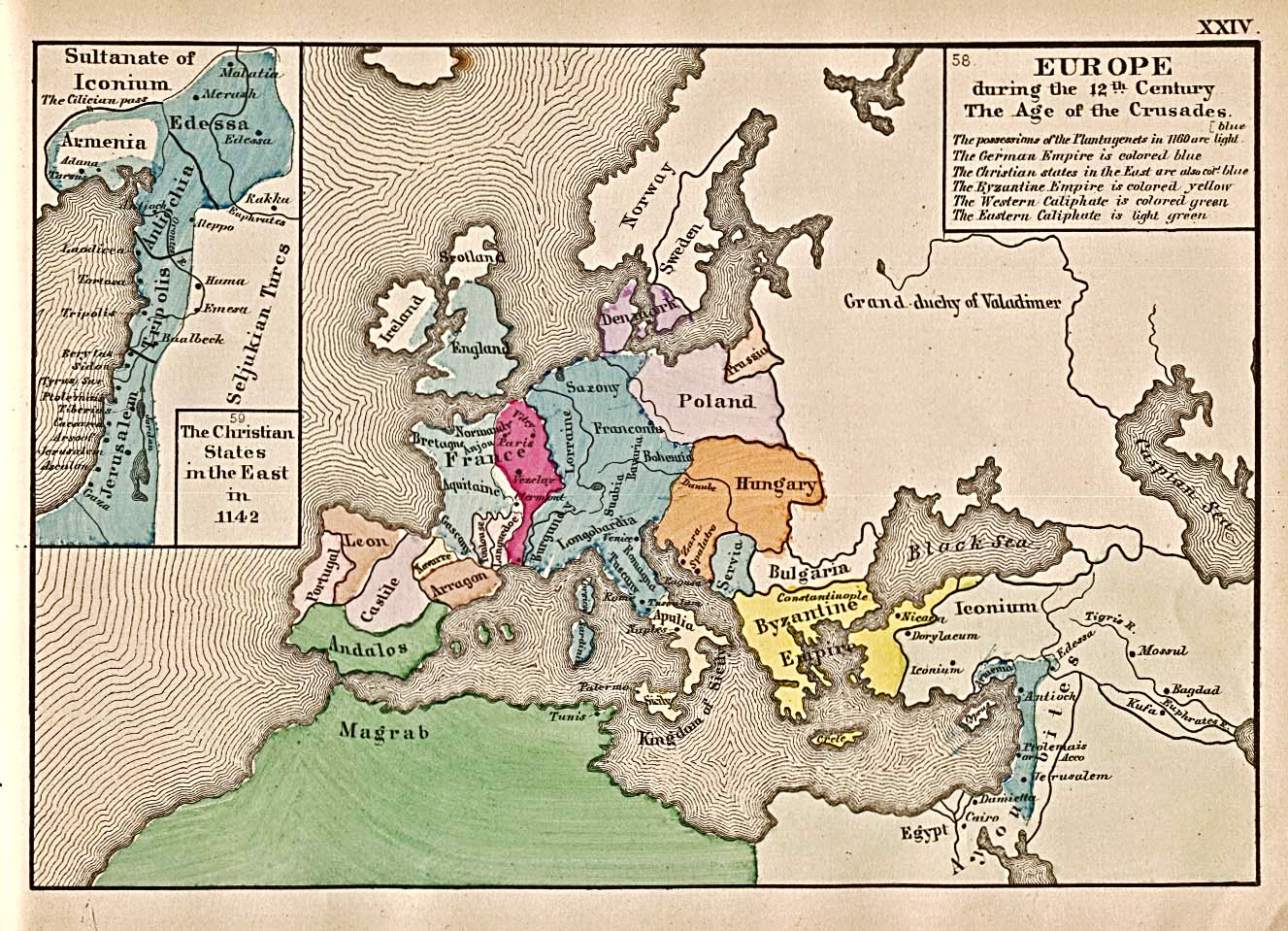
L'Occident et ses dépendances orientales en 1142.

L'Occident du XIIe siècle maîtrise donc l'espace, et cela se traduit également par l'extension de son aire géopolitique. Avant tout en Méditerranée avec, à la fin du XIe siècle, trois événements surtout, presque simultanés : la conquête par les Normands, de 1058 à 1091, de l'Italie du sud lombarde et byzantine et de la Sicile musulmane ; la prise de Tolède en 1085, étape essentielle de la Reconquista ; et l'entrée des croisés de la première croisade à Jérusalem, en 1099. Des avancées qui ne sont pas toutes également durables, toutefois Tolède restera désormais chrétienne, le royaume de Sicile acquiert puissance et richesse sous Roger II (1127-1154), les États croisés d'Orient survivent jusqu'au XIIIe siècle. Et ces conquêtes entraînent dans leur sillage de nouveaux marchands. Des comptoirs amalfitains, génois, pisans ou vénitiens ouvrent sur tout le pourtour méditerranéen, jusque dans la riche Constantinople des Comnènes. L'horizon du monde chrétien s'étend, ce qui aboutira aux explorations du XIIIe siècle.

#### Renaissance politique
Les mutations politiques du XIIe siècle, enfin, sont un dernier aspect de l'arrière-plan culturel du temps qui joue un rôle important dans la renaissance. Ce dernier fut presque ignoré par l'historiographie traditionnelle, dont fait partie Charles H. Haskins, hormis le « mouvement communal ». Le renouveau du droit romain et la valorisation de la figure du prince et de la notion de souveraineté donnent pourtant à la renaissance du XIIe siècle une indéniable dimension politique.
Il faut en particulier noter que la chevalerie tend de plus en plus à se confondre avec la noblesse dirigeante, et s'affirme comme un modèle par son prestige, sa cohésion en tant que groupe. Cette chevalerie, contrairement au mythe faisant du chevalier un être mal dégrossi qui balance entre la brutalité de sa fonction et la rudesse de son milieu, témoigne par ailleurs d'un intérêt grandissant pour les manifestations littéraires, en particulier pour les poèmes les plus distrayants à la création desquels certains s'essaient même (tel Wolfram von Eschenbach, auteur de Parzival ou les chevaliers itinérants que sont les troubadours comme Gui d'Ussel, Guillaume IX), ou encore l'histoire, en tout cas celle de leur propre lignage (ainsi les comtes de Guînes font rédiger leur histoire par le magister Lambert d'Ardres). Ces chevaliers lettrés apprennent dès leur enfance à lire en latin dans le psautier de leur mère puis lisent les classiques latins, ce qui leur permet de parler de littérature avec les clercs savants et les incite à réprimer leur violence (tel le chevalier Gervais de Tilbury qui devient juriste). De même, la poésie et la courtoisie polissent ce chevalier, allant jusqu'à le rendre plus charitable envers son prochain.
Le « mouvement communal » a connu un traitement historiographique privilégié, quelque peu réévalué à la baisse aujourd'hui, à la fois parce que de grandes villes n'ont pas été touchées, notamment en Italie du sud ou en Sicile, et parce que des zones rurales ont connu des mécanismes de reconnaissance similaires. Ce mouvement d'émancipation, qui fait partie du mouvement général d'essor d'une société urbaine, voit donc, dans les villes, des groupes sociaux adresser au seigneur local des revendications modérées, et rechercher en général un compromis pacifique, afin de participer dans une certaine mesure à la gestion urbaine (attributions judiciaires et militaires surtout). L'éloignement des structures féodales ne doit donc pas être exagéré et s'est fait d'une manière progressive. Les cas de révolte ouverte et violente sont en effet rares, on peut néanmoins citer les descriptions d'Otton de Freising concernant les réactions lombardes à la politique de restauration impériale de Frédéric Barberousse, vers 1155, dans les Gesta Friderici I imperatoris,.
Enfin, le XIIe siècle est surtout le siècle de la renaissance du pouvoir princier, de l'État, au niveau du royaume, ou plus largement encore avec la vaine tentative de renovatio imperii de Frédéric Barberousse en Allemagne, ou à l'inverse plus localement, comme dans le comté de Champagne. Partout aussi où les princes affirment leur contrôle, des efforts de légitimation idéologique mettent à contribution des maîtres connaissant l'histoire, le droit, la théologie. Jean de Salisbury publie en 1159 le Policraticus, premier traité de philosophie politique depuis l'Antiquité. Composé de huit livres, Jean y présente un idéal de cité terrestre orientée à des fins spirituelles, où le roi exerce son pouvoir en étroite collaboration avec l'Église et en se défiant de ses conseillers laïcs. En France, les capétiens affermissent leur primauté, ce qui aboutit avec Philippe Auguste à un pouvoir aux allures d'État souverain (domaine élargi, capitale, administration centrale et locale). La monarchie anglaise prend son essor plus tôt, notamment sous Henri II Plantagenêt, et attire de nombreux lettrés (juristes, poètes, philosophes), intégrant l'Angleterre dans l'essor intellectuel et artistique, malgré le conflit célèbre avec l'archevêque de Cantorbéry Thomas Becket sur l'indépendance de l'Église. En Italie, les papes aussi appliquent des ambitions politiques nouvelles, notamment pour résister aux ambitions de Frédéric Barberousse, et les papes entreprennent une politique de prestige, avec la restauration des basiliques romaines et du palais du Latran, et Rome redevient un centre où affluent les lettrés. L'Italie du sud contrôlée par les Normands est un cas à part, lieu de richesse culturelle où se côtoient latinistes, arabophones et hellénophones, où les rois encouragent de brillantes réalisations architecturales aussi bien que de nombreuses traductions, mais où on n'observe guère de centres d'enseignement et de productions intellectuelles originales, hormis de rares exceptions (écoles de médecine de Salerne, scriptorium du Mont-Cassin).

### Réforme religieuse
La vie religieuse et la vie culturelle sont indissociables au Moyen Âge. La réforme parfois dite « grégorienne » débute vers le milieu du XIe siècle, bien avant le pontificat de Grégoire VII proprement dit (1073-1085), et se prolonge jusqu'au concile de Latran IV (1215) dont l'œuvre législative est une conclusion symbolique. Cette réforme profonde a des implications culturelles certaines, en particulier en ce qui concerne la culture savante et l'institution scolaire qu'elle maintient sous son contrôle.

#### Émancipation pontificale
Le premier aspect de la réforme ecclésiastique est l'affirmation par la papauté de son indépendance (la libertas ecclesiae) vis-à-vis des pouvoirs laïcs : la querelle des investitures est ainsi réglée par le décret de 1059 sur l'élection pontificale, et par les Dictatus papæ de Grégoire VII en 1075, qui affirment l'interdiction formelle des investitures laïques. Ce principe d'interdiction du césaropapisme n'est en fait globalement appliqué que progressivement, notamment après le concile de Latran I en 1123, et même plus tard dans certaines régions (milieu du XIIe siècle en France, application incomplète en Angleterre).
Mais cette indépendance n'est qu'un aspect du programme, dont le but est l'épuration de l'Église gravement corrompue par les excès de la simonie, du mariage et de l'incontinence des prêtres : l'indépendance est un préalable pour imposer une réforme qui ne se conçoit que centralisée. Cette centralisation se traduit par l'affirmation de la plenitudo potestatis, l'autorité souveraine de la papauté sur l'Église, qui s'appuie sur le droit canon : l'action pontificale est relayée par tous les conciles, les légats et les ordres exempts. Les litiges locaux trouvent désormais en l'appel à Rome une voie de recours normale, ce qui permet à la papauté de multiplier les interventions.
La réforme pontificale est encore en cours au XIIe siècle, et le pouvoir pontifical ne connaît son apogée qu'à partir d'Innocent III. L'impact de celle-ci sur la sphère ecclésiastique est donc énorme. Tous les domaines de l'institution religieuse sont touchés par le mouvement de réforme. De plus, même si la papauté est à l'origine d'importantes mesures institutionnelles de Nicolas II à Innocent III, ce sont les relais locaux qui permettent à la réforme et à la libertas ecclesiae de s'imposer en profondeur : évêques et chanoines reprenant le message pontifical rapporté par les légats lors de leurs tournées, princes laïcs de bonne volonté.

#### Évêques et leur entourage
Le profond renouvellement du clergé, et notamment du haut clergé, est l'une des réalisations majeures de la réforme : au niveau de la formation, des mœurs, de l'action pastorale et administrative. Les évêques sont en effet désormais de plus en plus éduqués, au moins en ce qui concerne la grammaire, la lecture de la Bible et l'initiation au droit canon, et se conforment de mieux en mieux à un type idéal illustré notamment par le portrait dressé par saint Bernard. Aussi, dans l'exercice de leur fonction, les évêques entretiennent-ils généralement une école et un juge. Ils se font aussi les défenseurs tenaces des libertés de l'Église, la résistance de Thomas Becket et son martyre en étant l'exemple le plus illustre.
Avec ces efforts, l'entourage des évêques se transforme aussi. Les chapitres cathédraux reviennent à une vie régulière (souvent abandonnée après l'ère carolingienne) dès le XIe siècle, et suivent l'ancienne Règle d'Aix (ordo antiquus) ou bien la Règle de saint Augustin (ordo novus). Dans les deux cas, les chanoines reviennent à la vie en commun, et l'appropriation des revenus de la mense canoniale est interdite. Ces chapitres développent enfin de plus en plus une activité culturelle, tenant une bibliothèque, et s'occupant généralement de l'école cathédrale sous la direction d'un écolâtre issu des chanoines. Enfin, il faut mentionner l'innovation majeure que constitue la fondation de chapitres collégiaux indépendants comme Saint-Victor de Paris ou l'ordre prémontré.

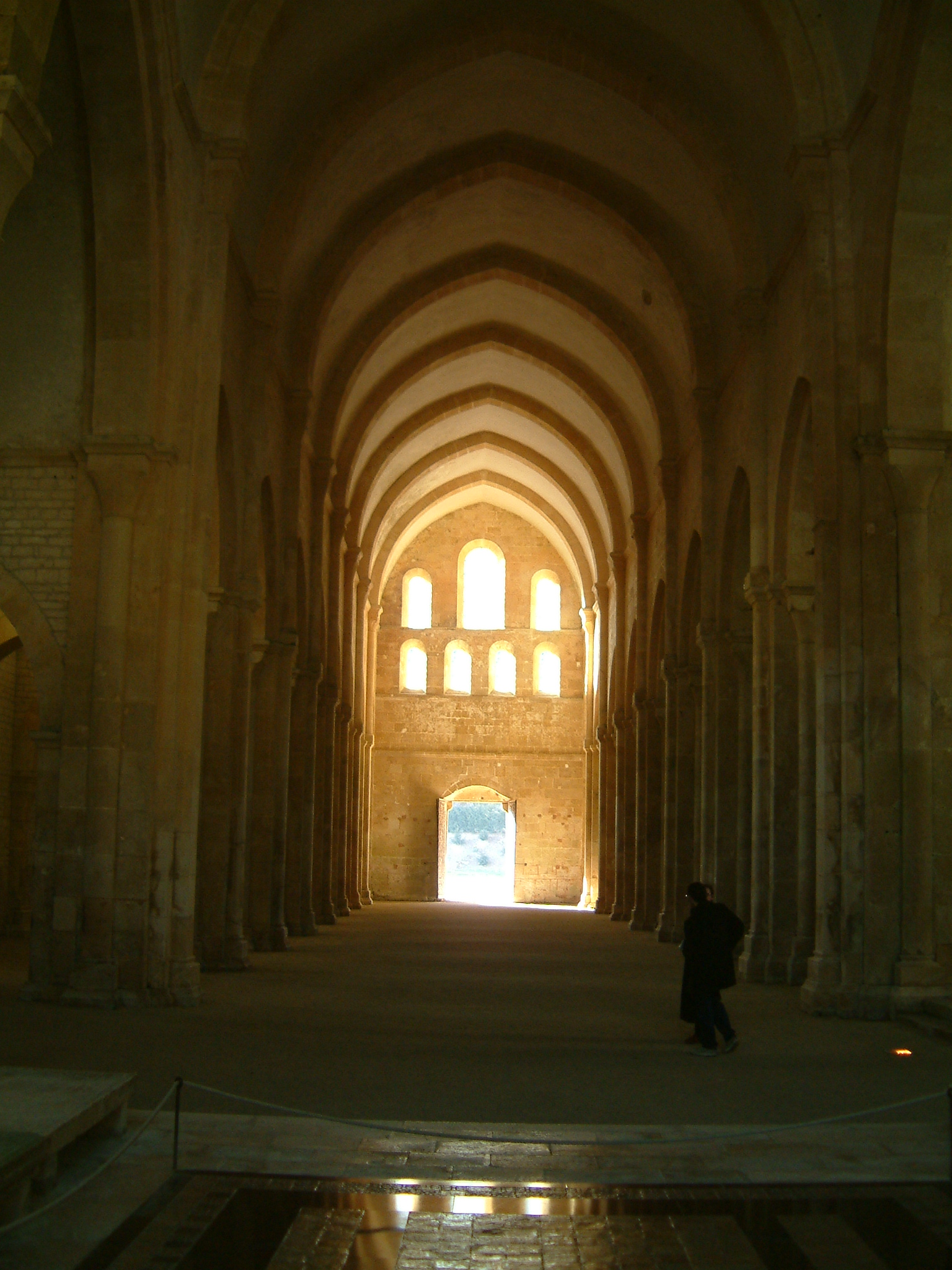
Intérieur de l'église abbatiale de Fontenay

Enfin les évêques prennent l'habitude d'entretenir un autre entourage, notamment pour échapper aux oppositions avec le chapitre, alors courantes. Cette cour de proches, la familia de l'évêque, compte fréquemment des lettrés et des juristes auxquels sont dévolues certaines fonctions précises (chancellerie et tribunal épiscopaux, rédaction des Gesta des évêques locaux). Ce type de cour se multiplie à petite échelle, et certains des plus éminents représentants de la culture lettrée du siècle y passent une grande partie de leur vie (Jean de Salisbury, Adélard de Bath).

#### Monde monastique et régulier
La fin du XIe siècle et le début du XIIe siècle voient une poussée exceptionnelle du monde monastique, à travers de nouvelles formes qui prennent le relais du cénobitisme clunisien, et mettent en œuvre un idéal de vie apostolique (vita apostolica) « associant les exigences de pauvreté extrême, de pénitence, de spiritualité intense et de prédication itinérante ». Les premières manifestations de ce véritable « revival monastique » selon les mots de Jacques Verger sont les communautés érémitiques de l'ouest de la France, en particulier les Chartreux disciples de saint Bruno, qui combinent isolement et vie commune dans une grande sévérité, et une spiritualité teintée de mysticisme. Les chartreuses se multiplient bientôt, comme en Italie, créant un ordre original dont s'inspirent d'autres ordres comme celui de Grandmont fondé par Étienne de Thiers, celui de Fontevraud fondé par Robert d'Arbrissel, ou, en Italie, à Camaldoli, Vallombrosa et Cava,.

##### Cîteaux et saint Bernard
Mais l'ordre qui prend véritablement la suite de Cluny en ce qui concerne le prestige et l'influence est incontestablement Cîteaux,. Fondée en 1098 par Robert de Molesme, qui n'y reste qu'un an (1098-1099), l'abbaye de Cîteaux prend son essor sous Aubry (1099-1108) et Étienne Harding (1108-1133), qui l'orientent vers le retour au strict monachisme communautaire bénédictin, en opposition donc au modèle clunisien : alors même que Cluny achève sa nouvelle et fastueuse église abbatiale (« Cluny III »), symbole d'un ordre riche, hiérarchisé et dont les splendeurs accompagnent un assouplissement de la Règle, Cîteaux affirme non loin de là son modèle d'austérité et de pénitence. Parmi les différences majeures, on note en particulier à Cîteaux l'obligation du travail manuel et le rejet formel (confirmé par la Charte de charité d'Étienne Harding) de l'exploitation des domaines par des tenanciers laïcs (des convers, vivant à part, leur sont préférés), de la perception de dîmes et de la possession de paroisses, la soumission à l'autorité des évêques, et une moindre centralisation,.
Comme Cluny, ces différents ordres, dont Cîteaux, n'ont d'abord pas de vocation intellectuelle : on ne trouve pas d'école dans les monastères, et les disciplines profanes en sont bannies. Mais cela change rapidement, conséquence notamment de l'éducation de la plupart des fondateurs de nouveaux ordres, eux-mêmes passés par des écoles monastiques ou cathédrales. Les Cisterciens entretiennent bientôt des scriptoria et de riches bibliothèques au contenu centré sur la Bible et les Pères, encouragent la lecture chez les moines, et forment certains lettrés dont les écrits spirituels ou théologiques de première importance mettent les ressources des arts libéraux au service de l'idéal monastique.
Le plus connu est évidemment Bernard de Clairvaux (1091-1153), figure originale et contradictoire, « chimère de [son] siècle » selon ses propres mots, produit des écoles et de l'enseignement classique et, dans le même temps, opposant radical à la théologie moderne des dialecticiens Abélard ou Gilbert de la Porrée. Entré à Cîteaux en 1112, Bernard est consacré abbé de Clairvaux dès 1115, et le demeure jusqu'à sa mort en 1153. Son influence dans l'expansion de l'ordre est décisive : organisateur acharné, il fonde soixante-huit monastères dépendant de Cîteaux, et est ainsi le véritable instigateur de l'ordre cistercien qui compte trois cents abbayes à sa mort. Farouchement attaché à l'idéal clunisien de pénitence, il est pourtant en permanence distrait de son abbatiat, intervenant dans le siècle, comme conseiller auprès des princes et des papes, comme arbitre de conflits ou comme prédicateur populaire à l'occasion de la croisade ou contre les cathares.
Hormis Bernard, on peut citer Guillaume de Saint-Thierry (✝1148), proche de saint Bernard, Aelred de Rievaulx (✝1166), Isaac de l'Étoile (✝1169), Alcher de Clairvaux, ou encore Joachim de Flore (✝1202) dont la division de l'histoire de l'humanité en trois âges (dont le dernier, celui du Saint-Esprit, est proche) exercera une forte séduction sur le siècle suivant, notamment sur les franciscains.

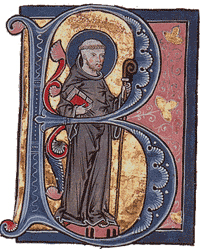
Bernard de Clairvaux, enluminure du XIIIe siècle.

Le rôle culturel de l'ordre devient de plus en plus important et, même sans écoles, les Cisterciens, en plus de réalisations artistiques et notamment architecturales liées à l'extension de l'ordre, font preuve d'une activité soutenue de copie et d'achat de manuscrits, de production et de diffusion de textes spirituels et exégétiques. Ceci est notamment permis par le recrutement d'anciens étudiants comme Évrard d'Ypres ou Hélinand de Froidmont. Les manuscrits produits à l'époque de Bernard tranchent avec ceux du temps et même avec les premières réalisations cisterciennes comme la Bible d'Étienne Harding. La Bible dite de Bernard et la Grande Bible de Clairvaux sont deux étapes vers un style épuré : dans la dernière, toute représentation figurative disparaît, le texte s'offre nu et les lettrines sont enjolivées subtilement en camaïeu unicolore.

##### Des courants originaux
Cette évolution culturelle rapproche les Cisterciens du courant canonial, en effet on compte parmi les innovations de la période la fondation d'ordres canoniaux indépendants dont les premiers datent du XIe siècle, mais dont les plus importants sont fondés au début du XIIe siècle et jouent un rôle majeur dans la renaissance culturelle. Saint-Victor de Paris est ainsi fondé par Guillaume de Champeaux en 1108, et Hugues de Saint-Victor est le plus brillant représentant de ce foyer d'études, qui fait une véritable concurrence à l'école cathédrale de Notre-Dame. L'ordre de Prémontré est quant à lui fondé en 1122 par Norbert de Xanten. On peut également mentionner Saint-Ruf, près d'Avignon, dont le rôle dans le renouveau de l'enseignement juridique dans le midi est à souligner.
Enfin, le renouveau monastique du XIIe siècle comprend également la création très originale que constituent les ordres militaires : la confrérie des Templiers fondée en 1119, celle des hospitaliers de Saint-Jean de Jérusalem fondée en 1050, ainsi que celle plus tardive des Chevaliers teutoniques, fondée à la fin du siècle. Les Templiers en particulier sont soutenus par Cîteaux, et Bernard rédige en grande partie leur règle reçue au concile de Troyes de 1129, ainsi qu'un éloge appuyé en leur faveur. Les questions intellectuelles sont très éloignées de la vocation de ces trois ordres.

#### Vie religieuse des laïcs
Mal connue, la vie religieuse des laïcs est cependant elle aussi touchée par la réforme, qui vise notamment à l'encadrer plus précisément, comme par les sacrements qui suscitent la réflexion des théologiens et canonistes, en particulier le mariage et la pénitence (confession),. Des évolutions qui participent, selon les mots du père Chenu, à « l'éveil de la conscience » au Moyen Âge.
Les questions culturelles ne sont pas étrangères aux laïcs. La réforme réhabilite en effet la prédication, et certains fidèles passent par les écoles : laicus n'est plus un synonyme d’illiteratus. On peut y ajouter l'impact de l'art religieux (décors peints et sculptés) sur les laïcs, difficile à évaluer. L'Église se préoccupe aussi de l'édification de l'aristocratie, notamment de la chevalerie, ce qu'illustre l'apparition des ordres militaires, dont saint Bernard se fait le chantre.
Il ne faudrait pas cependant omettre de mentionner les importantes résistances à ces cadres nouveaux, qui suscitent différentes hérésies plus ou moins élaborées, essentiellement après 1140. Le valdéisme d'abord, qui réclame la traduction de l'Évangile en vernaculaire et le droit des laïcs à prêcher, puis l'hérésie cathare sans doute d'origine orientale mais qui se nourrit aussi du refus de l'autoritarisme de l'Église établie. La curiosité pour l'Écriture parfois manifestée dans ces mouvements fondamentalement populaires les fait parfois rapprocher de l'esprit scolaire. À l'inverse, le phénomène hérétique a souvent nourri la réflexion des théologiens, dans un double esprit de réfutation et d'explicitation de la doctrine, comme avec le De fide catholica contra haereticos sui temporis d'Alain de Lille.

## Traductions

### Apport de connaissances décisif
Avant le XIIe siècle et depuis le début du Moyen Âge, l'enseignement et la réflexion sont limités par le faible nombre des « autorités » disponibles, connues qui plus est dans des versions médiocres, et par l'impossibilité d'entrer en possession de nombreux textes écrits en grec, langue dont la connaissance a totalement disparu en Occident. L'élan de traductions observé au XIIe siècle dans les deux foyers que constituent le sud de l'Italie (notamment la Sicile) et la frontière musulmane d'Espagne joue un rôle majeur dans l'activité intellectuelle en Occident, notamment pour la philosophie, pour les sciences du quadrivium, pour l'astrologie et pour la médecine.
L'Occident rentre en effet en possession d'œuvres essentielles, comme des textes d'Euclide (mathématiques), de Ptolémée (astronomie), d'Hippocrate et de Galien (médecine), et entre autres d'Aristote et Platon (physique, logique, éthique),. L'enseignement de la logique bénéficie en particulier de l'apport de la Logica nova composée des Analytiques, des Topiques et des Réfutations d'Aristote, et qui complète les textes connus depuis Boèce et désormais désignés sous le nom de Logica vetus. Il faut ajouter à ces traductions classiques la très importante contribution musulmane, en particulier Al-Khwarizmi (algèbre), Rhazès (médecine), Avicenne (médecine et philosophie), Al-Kindi et Al-Farabi (philosophie). L'impact est en revanche plus faible sur la grammaire et la rhétorique, latines par nature, sur le droit, sur l'exégèse ou sur la théologie, les traductions de textes religieux (Bible, Pères grecs) étant d'ailleurs assez peu nombreuses. Les traductions du Coran et du Talmud ont quant à elles un but essentiellement polémique.

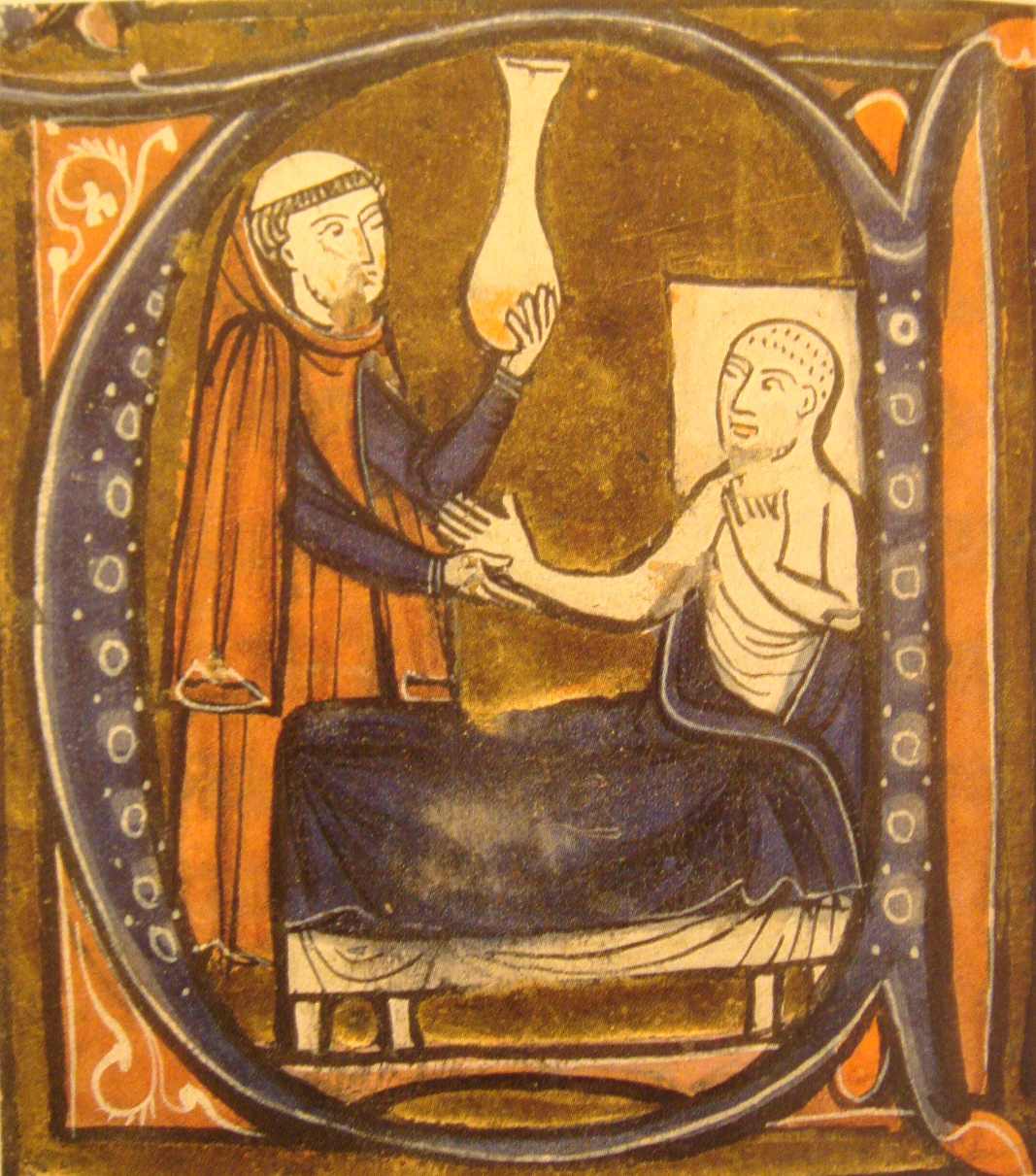
Rhazès, représenté dans une copie de la traduction de Gérard de Crémone (vers 1250-1260).

### Deux foyers: Italie et Espagne
En Italie, où les traductions sont très principalement faites depuis le grec et non depuis l'arabe, la Sicile est un centre important, notamment grâce à deux officiers de la cour, Henri Aristippe et l'« émir » Eugène. Sur le continent, Jacques de Venise se voit attribuer de nombreuses traductions, mais on compte une multitude de traducteurs parfois notables comme Burgondio de Pise, Moïse de Bergame et Léon Tuscus (qui travaille d'abord longtemps à Byzance), et plus souvent anonymes.
En Espagne, où la part des traductions depuis l'arabe est prépondérante,, les traducteurs sont souvent des Juifs généralement convertis comme l'Aragonais Pierre Alphonse (Pedro Alfonso) ; des mozarabes comme Hugues de Santalla et sans doute Jean de Séville ; des chrétiens de la marche comme Dominique Gundissalvi ; des Italiens comme Platon de Tivoli, et Gérard de Crémone, dont la production prolifique fut permise par l'organisation d'un véritable atelier de traducteurs ; et d'autres lettrés venus de régions parfois lointaines, comme l'Angleterre pour Robert de Chester ou Herman de Carinthie,. Par ailleurs, les historiens du XIXe siècle ont suggéré que l'archevêque Raymond de Tolède (1125-1152) avait créé une école officielle de traduction, mais aucun élément concret ne vient étayer l'hypothèse de l'« école de Tolède » : les traducteurs sont en effet plus nombreux hors de Tolède, et ceux qui y travaillent (comme Gérard de Crémone) y restent sans organisation particulière, et d'ailleurs plutôt au temps de Jean (1152-1166) que de Raymond,. L'une des principales entreprises de traduction connues est celle du Coran (la Lex Mahumet pseudoprophete) parrainée par Pierre le Vénérable, abbé de Cluny qui la commande en 1142 à Robert de Chester, Herman de Carinthie, Pierre de Tolède, Pierre de Poitiers et un musulman connu seulement sous le nom de « Mohammed »,.
On peut également mentionner des traducteurs itinérants se rattachant moins précisément à un foyer, en particulier Adélard de Bath. Ce dernier est d'ailleurs l'un des rares traducteurs, avec Dominique Gundissalvi, à avoir réellement complété son travail de traduction d'un effort d'assimilation par des commentaires et des ouvrages originaux. Il faut en effet préciser que les traducteurs restent en général spécialisés et n'étudient pas véritablement la matière première qu'ils participent à importer,.

## Au cœur et aux marges de la chrétienté
Au Moyen Âge central (1000-1300 environ), avant les expulsions de 1306, de 1323, puis de 1394, la petite minorité juive de France connaît elle aussi une forme de renaissance culturelle, en études talmudiques (en académies talmudiques) et en littérature (hébreu, langues d'oïl et d'oc, traductions croisées), aussi bien en Provence (France du sud) qu'en Tsarfat (France du nord).
Rachi (1040c-1105c), rabbin, talmudiste, poète, légiste, est à l'origine d'un renouveau des études talmudiques dans le Nord de la France (Tsarfat), dont témoignent les Tossafistes.
Joseph Kimhi (Andalousie et Narbonne, 1105-1170), Abraham ben David de Posquières (1120-1197), Samuel ibn Tibbon (Lunel, 1150-1230), Jacob ben Reuben (en) (XIIe), Menahem Hameïri (Narbonne, 1249c-1306/1315), parmi d'autres, témoignent d'un dialogue juridique, philosophique et religieux, entre autres judéo-chrétien, en lien avec les écrits des autorités rabbiniques du Moyen Âge de la péninsule hispanique, dont Moïse Maïmonide (1138-1204).

## Écoles auXIIesiècle

### Crise des écoles carolingiennes et défiance de l'Église
Il est avant tout nécessaire de rappeler qu'en ce qui concerne les écoles, la renaissance du XIIe siècle ne s'inscrit pas dans la continuité des écoles héritées de la période carolingienne et de l'an mille. Le monde scolaire est en effet traversé par une profonde crise au XIe siècle, conséquence directe des transformations du temps. De plus en plus, l'Église, prise dans son effort de réforme, se défie de la culture classique et des libertés prises par certains maîtres. Les critiques de l'écolâtre Gozechin de Mayence adressées à son ancien élève Vaucher de Liège, à la fin du XIe siècle, illustrent cette évolution :

« Il en est qui devraient encore étudier sous la férule de leurs maîtres mais qui, s’étant adonnés à la paresse, à la stupidité et ayant écouté leur ventre devenu leur dieu, répugnent à se former au sérieux de la pratique morale. Comme de légers fétus de paille, ils se laissent emporter à tous les vents de la doctrine et, comme le dit l’Apôtre Paul (II Tim, 3,4), au lieu de soutenir une saine doctrine, ils s’en vont chercher des maîtres selon leur convenance qui leur “chatouillent les oreilles”, et les voilà esclaves des nouveautés vaines et pernicieuses aussi bien dans les mots que dans les points de doctrine.

Alors qu’ils étaient une argile encore informe et malléable, ils auraient dû être vigoureusement modelés sur le tour de la discipline par la main du potier, afin de devenir des “vases d’élection” et non, fuyant leur école, se transformer en “vases de honte” (cf. Rom 9,2).

Certains d’entre eux, nommés professeurs par on ne sait quelle autorité, n'ayant pas de domicile fixe et ne pouvant se retirer dans une maison qu’ils ne possèdent pas, ne cessent d’errer de-ci de-là par les villages, les bourgs et les villes, donnant de nouvelles interprétations du Psautier, de Paul, de l'Apocalypse, et traînent derrière eux dans une pente dangereuse par l’attrait de la facilité une jeunesse avide de nouveautés, esclave de la frivolité et rebelle à la discipline.

Ces gens-là, par l’extrême dépravation de leurs mœurs, outragent le respect de la discipline, la soumission de l’obéissance, le respect de la religion et tous les bienfaits d’une vie régulière. »

Les textes contre les auteurs classiques se multiplient. Raoul Glaber, déjà, relate comment Virgile, Horace et Juvénal apparaissent à un certain Vilgardus, grammairien de Ravenne, sous la forme de démons. La vie de Poppon de Stavelot, rédigée dans les années 1050 relate l'apparition semblable des héros virgiliens, dont Énée et Turnus, à un jeune moine,. Othlon de Saint-Emmeran quant à lui compose un Livre des Proverbes (Liber proverbiorum) dans lequel il entend remplacer les proverbes païens, comme ceux de Sénèque, d'Avianus ou du pseudo-Caton par des équivalents chrétiens. Othlon s'élève aussi dans le préambule d'un traité théologique contre les excès des dialecticiens, qui s'appuient plus souvent sur Boèce que sur l'Écriture sainte. Pierre Damien suit un raisonnement comparable ; lui qui fut éduqué aux arts libéraux et au droit dans les écoles de Faenza et Parme compte ces disciplines parmi tous les méfaits qu'il dénonce : on le voit ainsi rejeter du même geste Platon, Pythagore, Nicomaque, Euclide et tous les rhéteurs, pour affirmer que le Christ est pour ainsi dire sa seule grammaire : « que la simplicité du Christ m'instruise, et que le vrai dénuement rustique du sage me libère des chaînes du doute ». Les maîtres, rhéteurs et dialecticiens dénoncés par ces témoignages, ce sont notamment ceux des écoles urbaines où naissent les hérésies, dès 1022 pour l'hérésie d'Orléans. Plus tard, l'enseignement de Bérenger de Tours, qui entend expliquer le mystère de l'Eucharistie par la dialectique, niant la « présence réelle », secoue particulièrement les écoles d'Occident. C'est Bérenger, excommunié en 1050 mais qui poursuit son enseignement pendant plusieurs années, que vise particulièrement la lettre de Gozechin à Vaucher.
Face à cela la réforme de l'Église s'attache à reprendre en main les écoles, à partir de Léon IX puis, surtout, du concile de 1079 qui confie la direction des études aux évêques et privilégie la connaissance des Écritures. Surtout, on assiste à un véritable divorce entre les monastères et les écoles : l'oblation disparaît, et les nouvelles fondations (Chartreuse, Cîteaux, Grandmont) n'acceptent pas les enfants. Même Cluny limite d'abord l'oblation à six individus, avant de porter l'entrée au monastère à l'âge de vingt ans. L'activité monastique se recentre sur la prière et abandonne l'enseignement : la place est libre pour les écoles urbaines.

### Essor des écoles urbaines
Selon les mots de Jacques Verger, au XIIe siècle se déroule une véritable « révolution scolaire », dont les contemporains ont tenu compte. Guibert de Nogent, lorsqu'il parle vers 1115 de sa jeunesse (donc des années 1065) évoque la dimension quantitative et qualitative de cette révolution : « Jadis, et même encore au temps de ma jeunesse, il y avait si peu de maîtres d'école qu'on n'en trouvait pratiquement pas dans les bourgs et à peine dans les villes ; et quand on en trouvait, leur science était si mince qu'on ne saurait même pas la comparer à celle des petits clercs vagabonds d'aujourd'hui ». L'essor quantitatif des structures scolaires urbaines, d'abord, a été largement étudié par l'historiographie de la renaissance du XIIe siècle,, et découle des diverses mutations déjà notées : essor urbain, mobilité accrue, diversification sociale, renaissance politique, réforme de l'Église, renouveau de l'épiscopat, mouvement canonial. Les écoles cathédrales se multiplient, auxquelles il faut ajouter les écoles de communautés canoniales comme Saint-Victor de Paris ou Saint-Ruf, en Provence, ainsi que quelques écoles « privées » tenues par un maître faisant payer ses leçons à des élèves attirés par sa réputation.

#### Géographie

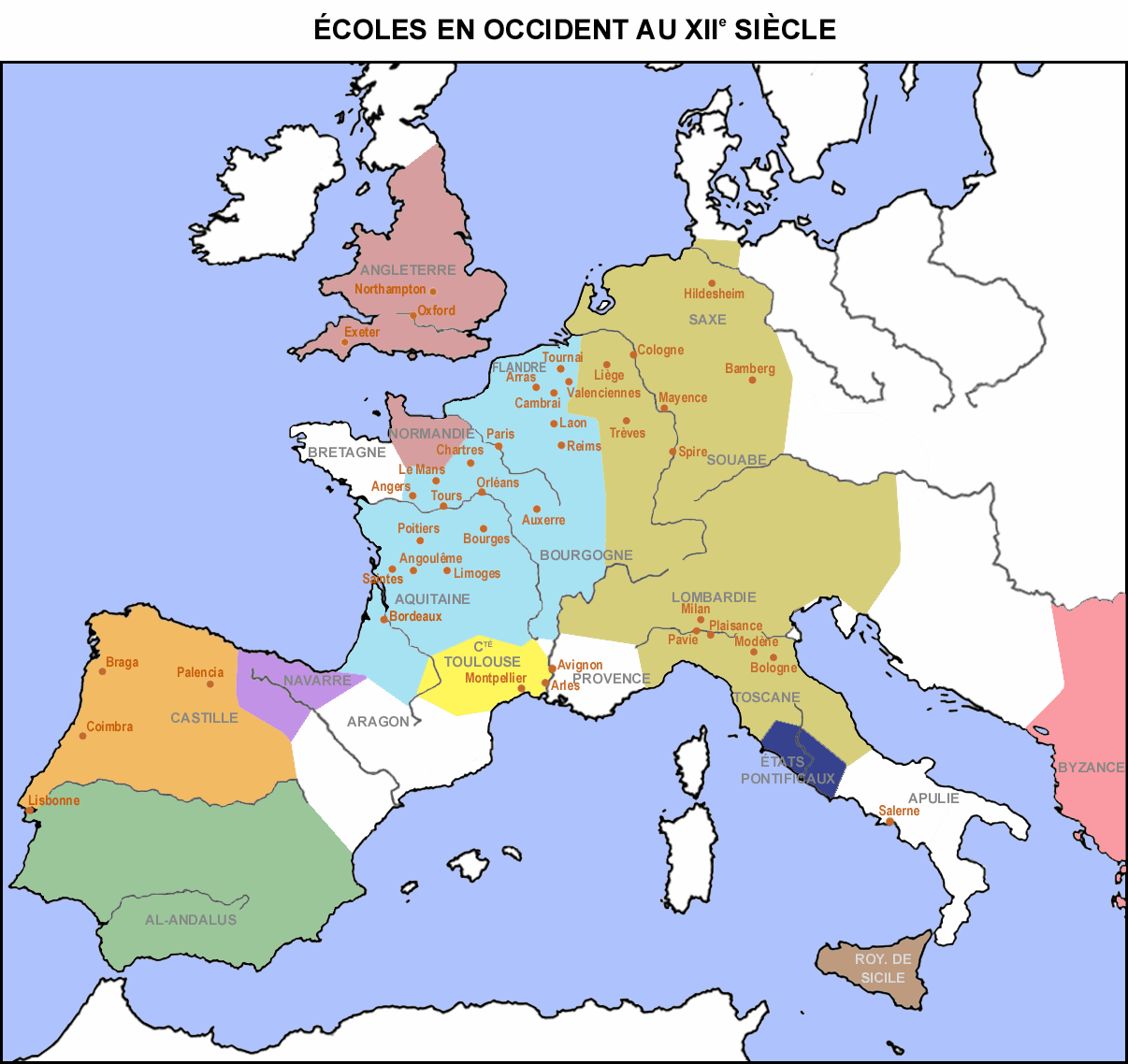
Différentes écoles en Europe.

La géographie de cet essor est mieux connue pour certaines régions, à commencer par la France septentrionale. Au début du siècle domine l'école de Laon, sous Anselme, élève de saint Anselme du Bec. Né vers 1055, il fonde l'école en 1089, et son enseignement exégétique attire de nombreux disciples : on compte parmi eux Guillaume de Champeaux, Albéric de Reims, Gilbert l'Universel, Matthieu d'Albano ou encore Abélard lui-même qui se vante d'avoir eu le dessus sur le maître dans l’Histoire de mes malheurs. L'école de Laon est ensuite dirigée par Raoul, frère d'Anselme, après la mort de ce dernier en 1117. De nombreux lettrés rendent hommage aux deux frères, dont le plus notable est Jean de Salisbury qui les décrit comme « deux frères, éblouissante lumière des Gaules, gloire de Laon, dont la mémoire est en joie et bénédiction, que personne n'a critiqués impunément, et qui n'ont déplu qu'aux hérétiques ou à ceux qui sont enveloppés de turpitudes honteuses ».Vient ensuite Paris, qui attire les éloges en raison de ses nombreuses écoles, celle de la cathédrale Notre-Dame, mais aussi celle de Saint-Victor, fondée par Guillaume de Champeaux en 1108, et diverses écoles privées, notamment sur la montagne Sainte-Geneviève comme celle ouverte par Abélard vers 1110-1112 puis dans les années 1130 : Jean de Salisbury la fréquente en 1136 (un an après la mort d'Henri Ier d'Angleterre), et parle du « péripatéticien du palais » (peripateticum palatinum), ce qui désigne bien Abélard selon le jeu de mots sur le latin palatium qui désigne aussi Le Pallet, bourg natal d'Abélard.
Chartres enfin est la troisième principale école de France, fondée par Fulbert au début du XIe siècle, elle est entretenue par Yves de Chartres (évêque en 1090-1115) et Geoffroy de Lèves (évêque en 1115-1149), qui la place sous l'autorité d'un chancelier choisi parmi les chanoines. Elle est le « grand centre scientifique du siècle » selon Jacques Le Goff, notamment grâce à Bernard de Chartres dont la vie est essentiellement connue par le témoignage de son élève Jean de Salisbury. Pourtant, l'existence même de l'école de Chartres est remise en cause, pour la période postérieure à 1130, par l'historien Richard W. Southern qui soutient que les maîtres cités comme chartrains auraient seulement reçu leurs prébendes à Chartres, et auraient pour le reste enseigné ailleurs, en particulier à Paris. Cette position a néanmoins été fortement nuancée : l'école de Chartres, selon Pierre Riché, a bien existé. Bernard est maître à partir de 1112, et chancelier en 1124, soit deux ans avant sa mort probable en 1126. Son successeur Gilbert de la Porrée lui succède (1126-1140), puis Thierry de Chartres devient chancelier (1141) jusqu'à sa mort vers 1150. Ces trois lettrés insufflent à l'école de Chartres son esprit particulier.
D'autres écoles de moindre envergure sont connues en France, dans le centre et l'Ouest à Orléans (avec Hugues Primat, Arnoul de Saint-Euverte, et sans doute Bernard de Meung qui y enseigne l’ars dictaminis que reprennent Hilaire et Foulques d'Orléans), Angers (Marbode, Ulger), Tours (où Bérenger reste admiré, et où enseignent aussi un certain Guy dont Baudri de Bourgueil fait l'éloge, Roscelin qui rejoint ensuite Loches, et Bernard Silvestre), Poitiers (Arnoul, Pierre Hélie), Le Mans (Hildebert de Lavardin et son successeur Guy), dans le Nord à Reims (Bruno de Cologne y enseigne avant de fonder la Chartreuse, ainsi que Godefroy et Albéric), Cambrai, Valenciennes, Arras, Tournai, et enfin Auxerre. Le mouvement s'est également étendu vers l'Empire, à Liège, Cologne, Trèves, Mayence (où enseigne le Lombard Presvotin), Spire (un maître André est cité par une charte en 1182) et jusqu'en Franconie et en Saxe (Bamberg, Hildesheim),.
L'Italie, et surtout le nord de la péninsule, est réputée pour ses écoles de droit qui attirent des étudiants étrangers, à Bologne surtout (à partir des maîtres Pepo vers 1075 et Irnerius au début du XIe siècle), ainsi qu'à Milan (Landolf), Plaisance (un certain maître Jean), Pavie et Modène. Au sud, Salerne bénéficie de la vigueur des traductions et se constitue comme principal centre d'enseignement de la médecine en Occident,. Ces centres influencent la Provence, le Languedoc et même la Catalogne, où se tiennent des enseignements de droit à Arles et Avignon et le droit et la médecine à Montpellier (où Per de Cardona enseigne le droit romain dans sa jeunesse), en tout cas par intermittences. Des écoles sont aussi installées en Aquitaine (Saintes, Angoulême, Limoges, Bourges, Bordeaux) et au nord de l'Espagne (Braga, Coimbra, Lisbonne et Palencia ou étudie saint Dominique à la fin du siècle.
En Angleterre enfin, les principales écoles connues se trouvent à Oxford, où enseignent Théobald d'Étampes, et à la fin du siècle Alexandre Neckam et Giraud le Cambrien ; ainsi qu'à Exeter (Robert Pullen) et à Northampton (Geoffroy de Vinsauf).

### Acteurs

#### Maîtres
De nombreuses sources permettent de mieux appréhender la vie des écoles urbaines. Certains aspects du fonctionnement des écoles restent pourtant méconnus, les différents types d'école n'ayant de toute façon laissé aucun statut. Les écoles cathédrales et canoniales sont placées sous l'autorité de l'évêque ou de l'abbé, représenté par un dignitaire du chapitre, l'écolâtre (scolasticus, parfois appelé autrement, comme le chancelier de l'école de Chartres), lequel devait être secondé par d'autres maîtres. La fin du XIIe siècle voit la papauté entamer une certaine unification par l'instauration de la licentia docendi, licence ou autorisation d'enseigner accordée par l'évêque ou son représentant à toute personne souhaitant enseigner dans le diocèse. Elle est instaurée sous Alexandre dans les années 1160. Le concile de Latran III généralise en 1179 ce système, dont l'effet réel doit cependant être modéré puisqu'il ne s'applique pas aux enseignements de droit et de médecine. En revanche les écoles du XIIe siècle ne présentent pas de système de grades : les titres qui se répandent (magister, doctor) ne semblent basés sur aucune exigence générale, et corrélés à aucune disposition précise (durée d'études, connaissances requises, âge minimal, exercices standardisés) : ces innovations attendront les universités du XIIIe siècle.
La naissance du maître en tant qu'autorité reconnue, et comme position sociale distincte, est pourtant bien due au XIIe siècle. En particulier, le maître vit désormais de son activité d'enseignement, comme en témoignent Jean de Salisbury ou Abélard qui décrit comment la pauvreté l'ayant amené à passer « du travail manuel au métier de langue », ses élèves subviennent à ses besoins. Le même Abélard admet ailleurs qu'il a créé son école « pour gagner de l'argent » (ad lucrandam pecuniam). Comme dans tout groupe social les conflits sont fréquents, comme ceux rapportés par Abélard (contre Guillaume de Champeaux en particulier) ou par d'autres auteurs. Mais la prise de conscience de leur rôle par les maîtres transparaît dans certaines sources présentant un idéal du bon scolasticus. Thierry de Chartres parle ainsi de ses propres principes : « On nous dit que si nous n'alléchons pas la foule, nous resterons seuls dans nos écoles. Je ne le fais pas et cependant j'ai beaucoup de disciples. Je ne veux pas du profane vulgaire, ni de la tourbe des étudiants pétulants, ainsi ceux qui se targuent d'esprit pour ne pas étudier, qui se font répétiteurs chez des particuliers [...] »,[réf. incomplète]. Jean de Salisbury quant à lui n'hésite pas à critiquer certains. Ainsi accuse-t-il un certain Sertorius de ne répondre qu'à l'appât du gain : « pour une large gratification, il apprend à ne rien savoir ». Citant les Écritures, Guillaume de Conches accuse quant à lui la vogue des maîtres trop indulgents : « On nous répète en effet à l'envi : "un temps viendra où les hommes ne supporteront plus la saine doctrine, mais au gré de leurs passions et l'oreille les démangeant, ils se donneront quantité de maîtres". Quelle liberté de maintenir les études est-il en effet possible d'espérer, alors que nous connaissons des maîtres qui flattent leurs élèves, des disciples qui jugent leurs maîtres, et leur imposent de parler et de se taire ? On voit les maîtres craintifs, à la voix et au sourire caressants ; et s'il veut garder la sévérité qui convient, le maître est fui par les courtisans comme s'il avait perdu la raison, et on le qualifie de cruel et d'inhumain ». Malgré cela les maîtres, en tant que catégorie, bénéficient au XIIe siècle d'une véritable promotion sociale qui les amène à être reconnus comme une élite par l'Église : cette dernière accorde à certains maîtres des places de choix dans le haut clergé. Robert Pullen devient cardinal, Robert de Melun évêque d'Hereford, Gilbert de la Porrée évêque de Poitiers, Pierre Lombard évêque de Paris, Jean de Salisbury évêque de Chartres. Sur onze maîtres ès-arts identifiés à Paris entre 1179 et 1215, quatre deviennent cardinaux, évêques ou abbés ; sur vingt-quatre maîtres en théologie, ils sont neuf.

#### Élèves
Les étudiants font partie de ce même monde, bien que certaines préoccupations soient chez eux plus prégnantes : les problèmes d'argent, de logement. Ce n'est qu'à la fin du siècle qu'apparaît le premier collège pour étudiants pauvres, fondée par l'Anglais Josse pour dix-huit étudiants, à l'Hôtel-Dieu (1180), suivi du collège Saint-Thomas-du-Louvre fondé par Robert de Dreux (1186). Évrard l'Allemand plaint la Parisiana fames, la faim des étudiants parisiens, et affirme : « Si Paris est un paradis pour les riches, il est pour les pauvres un marais avide de proie »,[réf. incomplète]. Certains étudiants veulent pour ces raisons raccourcir leurs études, enseigner au plus vite pour gagner de l'argent, et Jean de Salisbury les dénonce comme « Cornificiens » dans le Metalogicon. À l'inverse, Jean y dénonce aussi les Academici qui occupent leur vie entière à la seule dialectique : « Ainsi deviennent-ils des vieillards aux jeux puérils, ils scrutent chaque syllabe et même chaque lettre de tout ce qui a été dit ou écrit, ils doutent de tout, s'interrogent toujours, mais ne parviennent jamais à rien savoir ». D'autres enfin se font vagabonds et provocateurs, comme les fameux autant que mystérieux Goliards dont on connaît les chansons à boire, les parodies liturgiques (Carmina Burana) et les poèmes provocateurs :

« Laissons de côté les études

Il est temps de faire les fous

Profitons du vol des douceurs

De la verte et tendre jeunesse

Il convient bien à la vieillesse

De s'occuper sérieusement,

Mais il convient à la jeunesse

De prendre du plaisir gaiement

Notre âge s'en va rapide

Que nous passons à travailler

Tandis que la tendre jeunesse

Nous murmure de nous amuser,[réf. incomplète]. »

Mais il faut aussi saisir qu'à l'inverse, des étudiants sont sérieux, semblables au portrait idéal dressé par Hugues de Saint-Victor :

« Le bon étudiant doit être humble et doux, tout à fait étranger aux vains soucis et aux séductions du plaisir, attentif et vigilant ; qu'il aime se faire l'élève de tous, ne présume jamais de sa science, fuie comme le poison les auteurs de doctrines perverses, apprenne à traiter à fond un sujet avant de le juger, apprenne aussi et cherche, non pas à paraître savant, mais à l'être, choisisse après les avoir comprises des paroles des sages et s'applique à s'y regarder comme dans un miroir. Et si d'aventure il ne peut pénétrer quelque passage obscur, qu'il n'éclate pas pour autant en mépris, sous prétexte que rien ne peut être bon qu'il ne puisse lui-même comprendre. Telle est l'humilité de la discipline intellectuelle. »

L'appartenance de nombreux étudiants à une véritable élite sociale et intellectuelle en plein essor est une réalité, illustrée symboliquement par les deux derniers papes du XIIe siècle : Célestin III (1191-1198) et Innocent III (1198-1216) sont tous deux d'anciens élèves des écoles de théologie de Paris, et ces dernières fournissent à l'administration de la curie romaine un important contingent.

### Programmes
Les trois principaux traités théoriques, le Didascalicon d'Hugues de Saint-Victor (entre 1130 et 1140), l’Heptateuchon de Thierry de Chartres (vers 1140) et le Metalogicon de Jean de Salisbury, sont des sources précieuses sur le contenu de l'enseignement du temps, bien que la portée concrète de certains aspects comme les très ambitieuses classifications du savoir doit en être relativisée.

#### Arts libéraux
Les sept arts libéraux demeurent la base première de l'enseignement, et il n'est pas étonnant de les voir présentés avec soin par les traités, tout particulièrement l’Heptateucon qui, comme son titre l'indique, leur est tout spécialement consacré.

##### Trivium
Jean de Salisbury insiste spécifiquement sur la grammaire auquel il consacre de longs développements, y voyant « la nourrice de toute la philosophie, et la nourrice de toutes les études lettrées. » Les ouvrages utilisés restent Donat, Priscien, Servius, et divers auteurs classiques (Suétone, Cicéron, Sénèque, Horace, Juvénal, Ovide) utilisés à titre d'exemples, notamment grâce à des florilèges comme l’Ars lectoria d'Aimeric (fin XIe siècle) ou l’Accessus ad auctores de Conrad d'Hirschau.
Les deux autres arts du trivium sont touchés par un double mouvement. D'abord, au cours du siècle se développe tout particulièrement l'enseignement de la logique, de plus en plus directement lié à la grammaire. Ce phénomène découle particulièrement du « platonisme grammatical » dont Bernard de Chartres et les maîtres chartrains sont des représentants notables. Dans l’Heptateucon de Thierry de Chartres, la dialectique se voit ainsi donner la prééminence sur la rhétorique au sein du trivium, de même bien sûr que chez Abélard qui insère la dialectique comme méthode incontournable dans la lecture de tous les textes, notamment dans son Sic et Non qui tente de résoudre avec une attitude critique les oppositions entre les Pères. La scolastique naîtra au XIIIe siècle de cette nouvelle attitude, qui tend à donner à la lectio une continuation critique, la future disputatio. On voit déjà Bernard de Chartres faire évoluer sa leçon dans une telle direction, du moins si l'on en croit la description rapportée par Jean de Salisbury :

« Puisque parmi tous les exercices de l'instruction, rien n'est plus utile que de se familiariser avec ce qui nécessite d'être fait avec art, les élèves [de Bernard] écrivaient chaque jour des poèmes et des proses, et s'essayaient entre eux à des discussions. Car aucun exercice n'est plus utile pour l'éloquence, n'est plus favorable à un apprentissage rapide, et ne prépare mieux à la vie, du moins si la charité le régit soigneusement, si les progrès des lettres sont au service de l'humilité. »

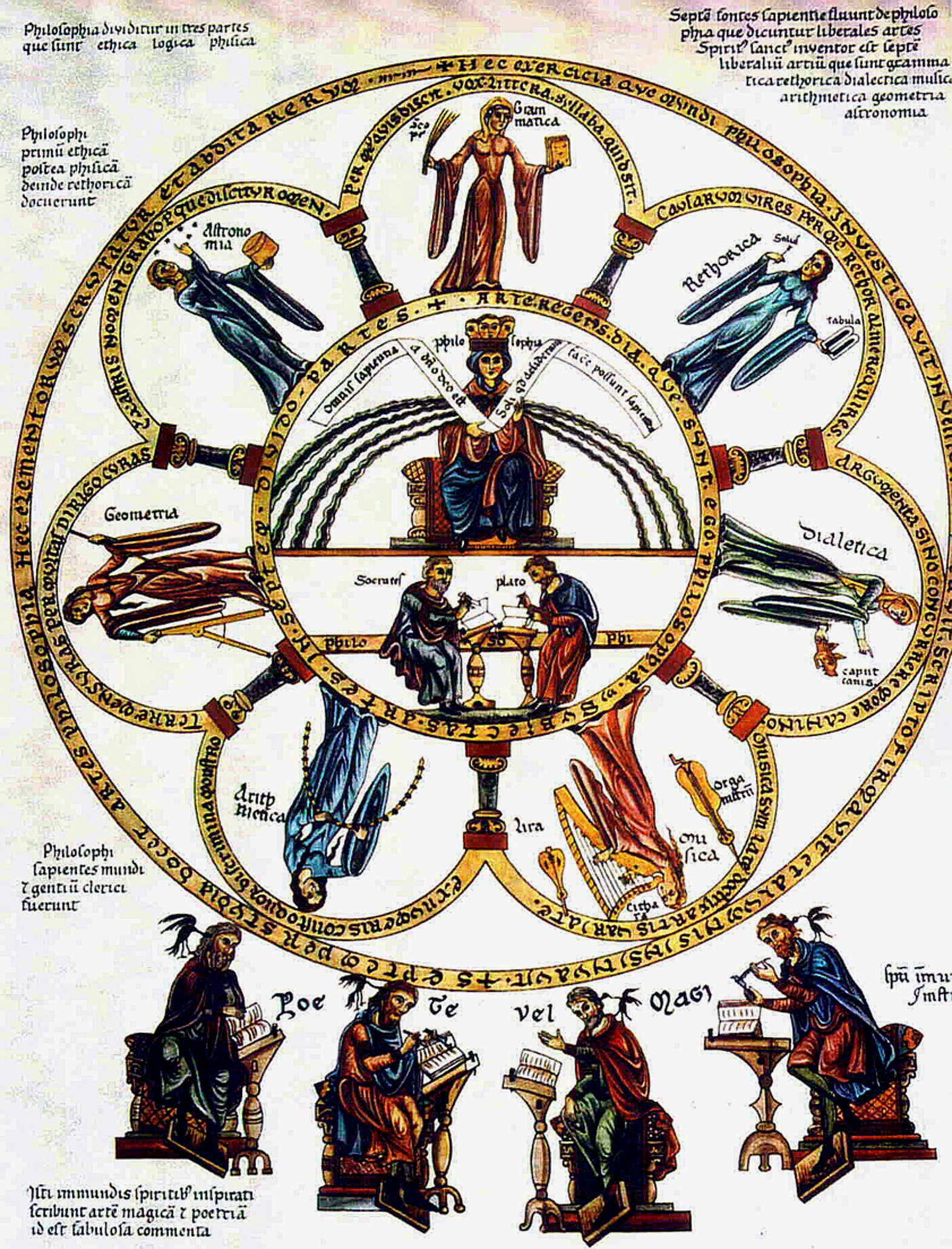
La philosophie, au centre, surplombant Socrate et Platon, est entourée des sept arts libéraux. En dessous, les poètes et magiciens païens. Hortus deliciarum de Herrade de Landsberg, vers 1180.

Le deuxième mouvement est l'évolution de la rhétorique vers l’ars dictaminis, ébauché dès la fin du XIe siècle par les traités d'Albéric du Mont-Cassin (Ars dictandi, Libri rhetorici), puis développé à Bologne par Adalbert de Samarie (Precepta dictaminum, vers 1115), et enfin à Orléans. Bernard de Meung surtout laisse une trentaine de manuscrits, en particulier une Summa dictaminis souvent reprise[réf. incomplète]. D'autres traités comparables sont le Libellus de arte dictandi (attribué sans certitude à Pierre de Blois), et des ouvrages recueils de modèles de lettres ou de chartes comme celui de maître Hilaire[réf. incomplète]. L’ars dictaminis fait en effet évoluer la rhétorique vers l'apprentissage de la rédaction administrative, et l'importance de l'Italie dans ce mouvement est liée à l'enseignement du droit.

##### Quadrivium
Le quadrivium connaît une nouvelle dynamique, un goût dont témoigne Hugues de Saint-Victor :

« Je disposais des cailloux, dessinais sur le sol avec du noir de charbon et j'avais sous les yeux un modèle, je démontrais avec évidence la différence qu'il y avait entre l'angle obtus, l'angle droit et l'angle aigu. Est-ce qu'une figure équilatérale à quatre côtés dont on multiplie entre eux deux côtés remplit la même surface qu'un carré ? C'est ce que j'ai appris en arpentant les deux figures. Souvent, nocturne observateur du ciel, j'ai passé la nuit dehors pendant l'hiver en veillant. Souvent, je jouais d'un instrument aux cordes arithmétiquement tendues sur la touche qui me faisait percevoir à l'oreille les différences entre les sons en même temps que je goûtais la douceur de la mélodie. »

Cette curiosité est également soutenue par l'aristocratie laïque, ce dont témoignent par exemple le programme d'astronomie du Roman des sept sages, les traités scientifiques composés en vernaculaire par Philippe de Thaon pour la femme d'Henri Ier d'Angleterre Aelis de Louvain, ou encore le Drogmaticon de Guillaume de Conches composé sous la forme d'un dialogue de l'auteur avec le duc de Normandie Geoffroy le Bel.
Les maîtres chartrains occupent une place particulière dans ce mouvement scientifique, en se basant essentiellement sur le Timée (seul texte platonicien assez connu) et les textes néoplatoniciens de la fin de l'Antiquité (Macrobe, Martianus Capella, Boèce). Guillaume de Conches est d'ailleurs un élève de Bernard de Chartres, s'en prend dans la préface du De philosophia mundi à ceux qui omettent l'enseignement scientifique, et prône la connaissance de la nature qui participe tant à ce que Jacques Le Goff appelle l'« esprit chartrain »,. Thierry de Chartres mentionne dans l’Heptateucon les sources scientifiques principales des traductions d'Hygin et de Ptolémée (Almageste).
Mais il faut surtout prendre en compte l'impact des traductions depuis le grec et l'arabe, qui importent des textes scientifiques, et notamment astronomiques de première importance. La pression de cette nouveauté (et de l'aristotélisme renaissant) semble d'ailleurs avoir joué un rôle dans le déclin de l'école platonisante de Chartres. On peut d'ailleurs citer, hors de Chartres, Adélard de Bath comme l'un des principaux penseurs politiques du temps, avec ses Quaestiones naturales. Il n'est pas anodin qu'Adélard ait lui-même été un traducteur de première importance.
Enfin, la musique, quatrième art du quadrivium, reste essentiellement basé sur Boèce (avec quelques apports plus récents comme Gui d'Arezzo) mais connaît des progrès certains dans les monastères et dans les écoles cathédrales en tant que pratique artistique autonome, et non plus en tant que discipline théorique imbriquée dans l'apprentissage arithmétique. On voit ainsi se succéder plusieurs maîtres parisiens grâce auxquels se développe la polyphonie : Albert puis Léonin et Pérotin.

#### Théologie
Malgré l'autonomie grandissante de la dialectique, la science religieuse, c'est-à-dire, du moins à cette époque, surtout l'étude des textes sacrés, demeure le seul débouché normal de l'étude des arts libéraux. Abélard, dont l'œuvre logique est la plus connue, ne dit pourtant pas autre chose dans son Introductio ad theologiam : « S'il est permis aux fidèles de lire les traités d'arts libéraux et les livres de gentils, c'est pour que connaissant les genres de la phrase et du discours, et les modes de l'argumentation, ou les choses de la nature, nous soyons capables d'atteindre et de comprendre l'intelligence de l'Écriture sainte, et de tout ce qui se rapporte à défendre et à contribuer à la vérité ». On trouve une indication comparable dans le De principis instructione de Giraud le Cambrien : « Après avoir traversé et foulé les livres des gentils dans nos jeunes années, consacrons notre maturité à des études plus dignes de cet âge et aux Saintes Écritures »,[réf. incomplète].

##### Exégèse
L'enseignement théologique des écoles du XIIe siècle, axé sur l'exégèse, est cependant en rupture avec celui des monastères et lègue aux siècles suivants des outils de travail essentiels. Paris est le centre d'études bibliques le plus représentatif, ce qui explique le sentiment de sainteté loué par certaines descriptions de la ville. L'étude de la page sacrée se base sur quatre instruments : l'histoire, l'allégorie et la morale d'abord, les trois sources du savoir selon Gui de Bazoches[réf. incomplète], ainsi que l'anagogie, ce vers quoi il faut tendre. On en voit une illustration chez Pierre le Chantre : « Jérusalem, selon le sens historique, est une ville ; selon l'allégorie, c'est l'Église ; selon le sens tropologique, c'est l'âme qui aspire aux choses célestes ; selon l'anagogie, c'est la vie des êtres célestes qui voient Dieu, son visage dévoilé. Ces quatre sens sont les pieds de la table du sanctuaire »,[réf. incomplète].Saint-Victor en particulier est un centre vigoureux d'étude de la Bible. Hugues conçoit ses textes dans cette optique : le Didascalicon prépare cette étude, menée à bien dans le De sacramentis :

« Comme j'ai déjà rédigé un premier volume, abrégé de la première science de la parole sainte, qui consiste en une lecture historique, j'ai maintenant préparé cette introduction à la deuxième science (qui est l'allégorie). Les connaissances de celle-ci sur la foi doivent renforcer l'âme sur ses fondations, afin que toutes les pierres qu'on y ajoutera par la lecture et par l'écoute demeurent inébranlables. C'est pourquoi j'ai composé cette brève somme en une seule série, afin que l'âme n'y trouve que certitudes, à quoi elle soit capable de s'attacher et de se conformer, et qu'elle ne soit pas entraînée sans ordre ni direction à travers différents volumes des Écritures et les détours des lectures. »

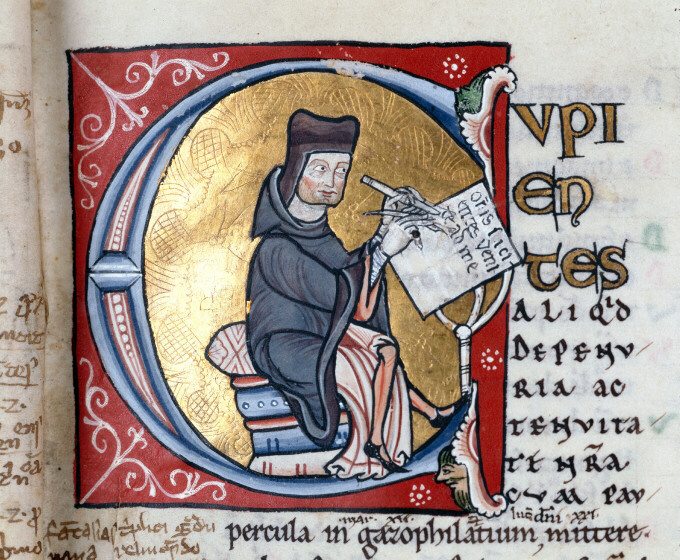
Pierre Lombard, auteur des Sentences, vouées à un grand succès. BM Troyes, ms. 0900 (1158).

L'œuvre d'Hugues est poursuivie par Richard de Saint-Victor (Liber exceptionum), André de Saint-Victor, et bien entendu Pierre Lombard, formé à Saint-Victor puis chancelier de l'école de Notre-Dame, qui comme Anselme de Laon regroupe les gloses en sentences regroupées en quatre livres chronologiques (I la Divinité, II la Création, III l'Incarnation et la Rédemption, IV les sept sacrements et les fins dernières). Les maîtres parisiens de l'exégèse à la fin du siècle sont Pierre le Mangeur, qui se limite à la lecture historique dans son Historia scholastica dont le succès ne se dément pas pendant plus d'un siècle (notamment dans sa traduction vernaculaire du XIIIe siècle sous le titre de Bible historiale), Pierre le Chantre déjà cité, qui enseigne à partir de 1171, et son disciple Étienne Langton qui enseigne à partir de 1180.

##### Essor de la théologie dogmatique
On connaît d'importants traités systématiques comme le De Sacramentis d'Hugues de Saint-Victor déjà cité, ou les trois Théologies d'Abélard : la Theologia summi boni (ou Tractatus de unitate et trinitate divina), sur l'unité et la trinité divine ; la Theologia Christiana ; et l’Introductio ad theologiam (ou Theologia scolarium) écrite pour les étudiants. Cette théologie part de l'exégèse et adopte les outils de la dialectique, à commencer par la quaestio. Abélard justifie l'usage de la dialectique en théologie en en faisant un éloge qui s'appuie sur saint Augustin :

« Éloge de la dialectique. L'excellent docteur Augustin, dans son livre De l'ordre, la loue en ces termes : « La discipline des disciplines, qu'on appelle la dialectique. Elle enseigne à apprendre, elle enseigne à enseigner. En effet la raison se dévoile elle-même et montre ce qu'elle est et ce qu'elle signifie ; elle sait savoir, elle est la seule non seulement à vouloir mais à pouvoir rendre savant. » Le même auteur, dans son livre De la doctrine chrétienne, en commande la nécessité pour comprendre non seulement les autres textes, mais aussi les saintes écritures : « Reste tout ce qui ne concerne pas les sens mais la raison, en quoi règnent la dispute et les nombres. Mais la pratique de la dispute doit prévaloir pour que toutes les quaestiones soient pénétrées et discutées. Il faut cependant prendre garde de la séduction du conflit et de la vanité puérile que l'on gagne à tromper l'adversaire ». »

On peut encore citer Robert de Melun, auteur de Quaestiones de divina pagina (vers 1145). Mais tout cela ne peut faire conclure à un enseignement spécifique de la théologie dogmatique, et à une utilisation de la quaestio comme exercice systématique, dans les écoles du XIIe siècle. Au contraire, les attaques contre cette utilisation de la logique aristotélicienne dans l'enseignement théologique se multiplient, notamment de la part du milieu monastique : saint Bernard bien sûr contre Abélard, mais aussi Rupert de Deutz (De voluntate dei, vers 1116) ou Gautier de Saint-Victor (Contra quatuor labyrinthos Franciae, 1177 ou 1178). On remarque aussi que certains textes d'Aristote ne sont pas utilisés dans les écoles parisiennes (Physique, Métaphysique), et les traductions aristotéliciennes depuis l'arabe sont encore en cours (Averroès n'est traduit qu'au XIIIe siècle). Le XIIe siècle voit donc émerger la théologie dogmatique, qui ne pénétrera réellement dans l'éducation que dans les universités du siècle suivant, y suscitant les importantes controverses de la scolastique naissante.

#### Nouvelles disciplines: droit et médecine
L'essor de l'enseignement du droit et de la médecine se fait à partir de l'Italie, qui bénéficie de l'héritage de Ravenne pour l'enseignement juridique qui s'enracine à Bologne, et des traductions siciliennes pour l'enseignement médical qui trouve à Salerne sa capitale. Ces disciplines lucratives sont cependant encore mal considérées, en raison de leur caractère profane, et les milieux ecclésiastiques dans leur ensemble tendent à en prohiber l'étude par les clercs et religieux, tendance qui ne s'inversera qu'au XIIIe siècle.
On connaît le nom de grands maîtres de l'école de Bologne, comme Hugues de Bologne, auteur de Rationes dictandi prosaice, ou Adalbert de Samarie auteur de Precepta dictaminum ; ces deux traités de rhétorique du début du siècle témoignent de la méthode utilisée par les juristes : comme les dialecticiens, c'est par la glose qu'ils questionnent le texte résolvent les contradictions. Mais la base de l'enseignement juridique renaissant est surtout le Décret d'Yves de Chartres (fin XIe siècle, et le fameux Décret de Gratien (vers 1140). Bologne y joue le premier rôle grâce à ses « quatre docteurs », les glossateurs Hugolin de la Porte de Ravenne, Bulgarus, Martinus Gosia et Jacques de Boragine, et à l'ensemble de la production juridique, comme le Sermo de legibus de Placentin (vers 1185). Ailleurs, et Gilles de Paris signale dans son Karolinus les maîtres parisiens qui enseignent ou ont enseigné le Décret, on pense à ce sujet que l'enseignement du droit est importé de Bologne à Paris par un certain Albéric du Mont vers 1160. Plus au nord encore Étienne de Tournai, lui-même éminent commentateur du Décret, se plaint auprès d'Innocent III de l'abus des nouveaux textes (en particulier les décrétales) lus dans les écoles et vendus dans sa ville.
Dans les écoles de médecine de Salerne, la principale source utilisée est un corpus de textes grecs et arabes plus tard appelé Articella. L'école de Montpellier est surtout active à partir du milieu du siècle. L'enseignement est divisé en deux branches, l'une théorique et l'autre pratique, cette dernière bénéficiant de nouveaux efforts comme la Pratica medicina de maître Nicolas, à la fin du siècle. Mais les études de médecine sont également en faible considération chez les lettrés, comme le montre l'avis de Jean de Salisbury envers ces faux savants qui peuplent les cours, à la recherche de richesses :

« Certains, constatant leur échec en philosophie, réussissent à Salerne ou à Montpellier, en entrant sous la protection de médecins, et ces traînards qui furent philosophes parviennent à percer dans les vicissitudes médicales. Mais ils s'acquittent de fausses études, hâtivement conclues, ils exercent trop vite ce qu'on leur a appris.
Ils agitent Hippocrate et Galien, et ce qu'ils disent n'a aucun sens : ils ramènent tout à leurs aphorismes, l'esprit humain aussi bien que le souffle du tonnerre, ils les ruinent avec leur jargon inouï. Ils croient tout pouvoir, parce qu'ils peuvent bavarder de tout, et promettre n'importe quoi. [...] Si le malade guérit, cela est attribué aux soins du médecin, s'il meurt, celui-ci invoque qu'il l'avait déjà annoncé aux proches. »

### Méthodes et instruments de travail
Il ne faudrait pas enfin négliger les questions de l'organisation quotidienne et matérielle des écoles, rapportée par certaines sources comme l'écolâtre d'Angers, Marbode, dans son poème Institutio pueri discipuli, et qui décrit la journée habituelle des disciples : lectio (leçon) au lever, jusqu'à la quatrième heure, puis repas, sieste, récréation, avant la meditatio (exercice) consignée sur des tablettes, puis une nouvelle lectio avant le dîner. Hugues de Saint-Victor décrit aussi une classe où se mêlent les différents âges, chacun occupé à des activités différentes : lecture, mémorisation, écriture, dispute, calcul, musique, astronomie, anatomie. Bernard de Chartres fait quant à lui deux leçons quotidiennes, selon les résultats desquelles les mauvais élèves sont fouettés. Enfin, les Quaestiones attribuées à Odon de Soissons montrent également deux leçons successives : une démonstration du maître d'abord, questionnant le texte et en résolvant les difficultés, puis les questions des élèves et le dialogue qui s'ensuit.
Du point de vue matériel, les instruments du maître et de l'étudiant rapportés par les sources sont comme dans les siècles précédents, avant tout autre, la tablette de cire et le stylet. La question de l'écriture sur parchemin se pose : certains élèves adoptent en effet des cahiers, mais semblent minoritaires. Un choix devait également nécessairement être effectué par les élèves entre les nombreux livres, ce qui entraîne d'ailleurs la multiplication des compendia, excerpta, flores et autres deflorationes résumant et compilant de nombreux extraits classiques indispensables. Enfin, l'apprentissage par cœur est rendu plus aisé par la mise en vers de tous les sujets (histoire, comput, grammaire, Bible), les « versus memoriales » facilitant la récitation et la mémorisation. On peut en particulier citer le compendium versifié du maître Vacarius, à Oxford, et surnommé Liber pauperum, le livre des étudiants pauvres.

## Cours etcuriales
L'instruction des laïcs progresse également, notamment dans les cours princières. Selon les mots de Jean de Salisbury dans le Policraticus, qui deviendront un adage très répandu, « roi illettré est comme âne couronné » : les princes s'efforcent alors de s'entourer de lettrés, comme Henri Ier d'Angleterre dont est proche Geoffroy de Monmouth. À sa fille Mathilde est par ailleurs dédié le traité sur la Création de Clarembaud d'Arras. Henri II s'entoure aussi de clercs savants, et Marie de Champagne et Philippe d'Alsace, comte de Flandre sont les protecteurs de Chrétien de Troyes. Geoffrey et Chrétien sont les deux grands artisans de la légende arthurienne. Des cours princières du XIIe siècle émanent en effet de nouvelles formes de divertissements, dont les contes pour les gens de cour de Gautier Map (De nugis curialium) sont un autre exemple célèbre. On peut encore citer les cours de Blois (Étienne II), d'Angers (Foulque IV lui-même auteur d'une chronique). Aliénor d'Aquitaine enfin est un exemple particulier : elle-même petite-fille du premier troubadour connu, Guillaume IX, protège les poètes occitans comme Benoît de Saint-Maure, Bernard de Ventadour et Bertran de Born. Il ne faut pas non plus oublier le rôle des rois normands de Sicile, ou encore celui de la curie romaine, de la cour de Frédéric Barberousse et de cours épiscopales fréquentées par les Goliards comme Hugues Primat. La seule exception, notable, à cette habitude semble bien être l'entourage des rois de France, du moins jusqu'au règne de Philippe Auguste inclus.
La base culturelle reste cependant, dans les cours comme dans les écoles, les œuvres classiques : la bibliothèque d'Henri le Libéral est connue, et compte une vingtaine de manuscrits dont Quinte Curce, Tite-Live, Valère Maxime, Aulu-Gelle, Fréculf de Lisieux, Flavius Josèphe et Macrobe. La noblesse, qu'elle soit petite ou grande, prend l'habitude d'enseigner certaines bases à sa descendance, voire d'adopter le préceptorat : Abélard est d'abord éduqué par son père et devient par la suite le précepteur d'Héloïse ; Guibert de Nogent se voit donner par sa mère un précepteur, initiative dont il loue l'intention, mais n'épargne pas les résultats :

« Il m'enseigna à une telle pureté, m'éloigna avec une telle sincérité des insolences qui accompagnent la jeunesse, qu'il me détourna des dangers les plus communs. [...] Il ne s'occupait que de mon éducation, et il ne lui était pas permis de prendre un autre élève. [...] Je passai environ six années à cette lutte inutile, mais rien de tout ce temps ne fut utile à augmenter la valeur de mes travaux. »

Guibert sera surtout instruit par Anselme à l'abbaye du Bec. Les autres laïcs ne bénéficient en revanche guère de la renaissance, les monastères refusant désormais de les accueillir : quelques écoles urbaines les accueillent, et on connaît également quelques maîtres dans les campagnes. Des monastères assurent aussi l'éducation de jeunes filles, Héloïse elle-même ayant reçu une première instruction à l'abbaye d'Argenteuil.
Parmi les clercs lettrés, les cours deviennent donc un débouché de plus en plus naturel pour y assurer des fonctions administratives, politiques ou diplomatiques, parfois très importantes. Certains des maîtres les plus éminents y passent une partie importante de leur vie. Ainsi Guillaume de Conches termine sa vie auprès de Geoffroy Plantagenêt en tant que précepteur de ses fils, et dédie au fondateur de la dynastie son Dragmaticon philosophiae. Mais le plus fameux de ces curiales lettrés est probablement Jean de Salisbury : après ses études à Paris et à Chartres, il ne s'oriente pas lui-même vers l'enseignement et préfère devenir conseiller et ambassadeur des archevêques de Cantorbéry (dont Thomas Becket). Il fréquente grâce à cela la curie romaine et les cours royales française et anglaise, ce qui lui inspire son Policraticus (1159), à la fois « miroir » et traité aux implications multiples qui le font souvent décrire comme le premier texte de philosophie politique de l'Occident chrétien, même si son inspiration reste largement platonicienne.

## Bilan: la pensée de la renaissance
L'attitude des lettrés du XIIe siècle, leur pensée, est parfois comparée à l'humanisme de la Renaissance du XVIe siècle, notamment par Jacques Le Goff. Jacques Verger souligne de son côté comment la renaissance intellectuelle réunit ses acteurs autour d'idéaux culturels, comparables aux idéaux de la réforme de l'Église.

### Héritage antique
La première manifestation de cette « renovatio » est l'ouverture aux textes anciens, que l'on constate dans toute l'éducation du temps, et qui inspirent nombre d'œuvres littéraires comme les poèmes élégiaques de Baudri de Bourgueil (qui se veut disciple d'Ovide) et d'Hildebert de Lavardin, ou les poèmes épiques qui connaissent un grand succès, qu'ils soient des réécritures antiques (Roman de Thèbes, 1152 ; Roman de Troie, 1165) ou des créations nouvelles, en particulier l’Alexandreis de Gautier de Châtillon. On voit également les plus grands érudits donner à leurs textes des titres à la consonance grecque (Metalogicon, Didascalicon).
C'est bien moins des hommages ou des imitations que l'on voit manifester alors qu'un renouveau véritable, sans idée de rupture entre l'antiquité tardive et le XIIe siècle, la certitude de renouer avec une culture latine jamais disparue : « il ne s'agissait donc pas de ressusciter ce passé, mais simplement de le rajeunir, de le ramener en sa fraîcheur première (renovare) contre les forces de mort et de destruction déchaînées par l'ignorance et le péché ». Chartres est certainement l'un des centres les plus actifs de cette vivacité intellectuelle.

### «Esprit» chartrain
À Chartres s'épanouit une pensée novatrice, nourrie par la redécouverte du platonisme, qui fait la richesse de l'« esprit chartrain » selon l'expression de Jacques Le Goff. Un esprit qui découle directement de la rigueur grammaticale et de la curiosité scientifique de l'enseignement de Bernard de Chartres, basé sur les anciens, et dont les propos à ce sujet, rapportés par Jean de Salisbury, sont devenus parmi les plus fameux de l'histoire intellectuelle :

« Nous sommes comme des nains juchés sur des épaules de géants, ainsi pouvons-nous voir mieux et plus loin qu'eux, non que notre vue soit plus perçante ou notre taille plus élevée, mais parce que nous sommes soulevés en l'air et portés par leur hauteur gigantesque. »

Pour reprendre et dépasser l'héritage ancien, Chartres ne s'arrête pas à l'imitation, elle est l'école d'un véritable rationalisme basé sur l'expérience du vrai, la physique : Thierry de Chartres étudie ainsi le texte biblique secundum physicam et ad litteram, « selon la physique et à la lettre »,[réf. incomplète]. Rejet de tout symbolisme et, surtout, véritable naturalisme qui, plutôt que d'opposer le mystère divin à la réalité sensible, cherche dans celle-ci à trouver le miracle divin et à l'expliquer. Guillaume de Conches ne dit pas autre chose, en parlant de l'existence possible ou non d'eaux au-dessus du ciel :

« Certains disent : non ne savons pas si cela est, mais nous savons que Dieu peut le faire. Misère ! Quoi de plus misérable que de dire cela ? Car Dieu peut sans doute le faire, mais nous ne voyons rien de tel, et rien de tel ne peut être selon la raison, et on ne pourrait montrer aucune utilité à cela. On ne regardera donc pas en toute chose ce que Dieu peut faire, mais ce qu'il fait. Dit grossièrement, Dieu peut changer un tronc en veau : mais l'a-t-il jamais fait ? Qu'ils essaient donc de donner une explication ou une utilité à ce que cela soit, ou bien qu'ils cessent de faire comme si cela était. »

### Place de l'homme et «éveil de la conscience»
Si l'on peut parler d'un humanisme du XIIe siècle c'est aussi qu'au centre de la pensée du temps se trouve bien souvent l'homme, l'individu, ce qui en fait l'époque de l'« éveil de la conscience » pour Marie-Dominique Chenu ou, pour d'autres auteurs, celui de « la découverte de l'individu », de « conscience de soi et de perception de l'individualité ».

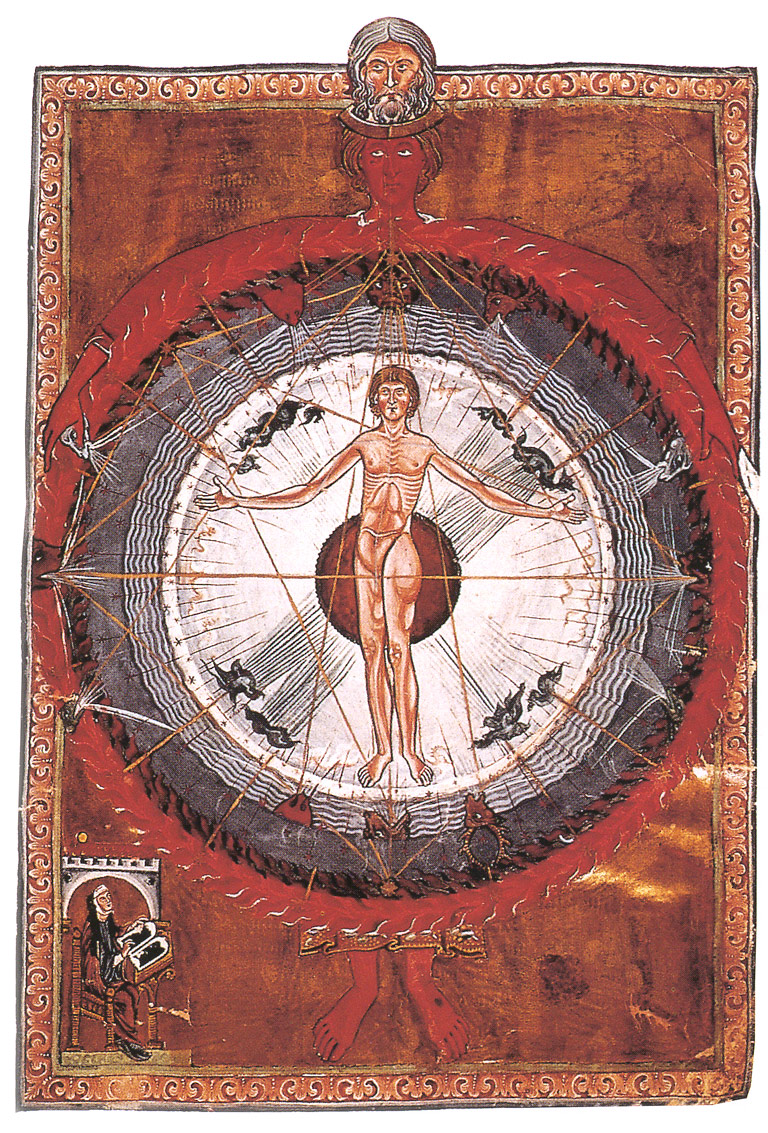
L'homme-microcosme dans le Liber divinorum operum de Hildegarde de Bingen. Manuscrit de Lucques (XIIIe siècle).

Le père Chenu cite en exemple la controverse Cur Deus homo, qui se base en effet sur le traité de saint Anselme sur la rédemption. Cet ouvrage traite en effet aussi, au moins de façon indirecte, de la question Cur homo ?, c'est-à-dire de la place de l'homme dans la création : contredisant la tradition grégorienne, Anselme refuse l'idée selon laquelle l'homme n'aurait été créé que par accident, afin de remplacer les anges déchus. Pour Anselme, l'homme est au contraire le couronnement de la création. Les penseurs du XIIe siècle reprennent cette thèse. Disciple d'Anselme, Honoré d'Autun la réaffirme en s'appuyant sur la méthode dialectique : « L'autorité de l'écriture en proclame l'évidence, et la raison clairvoyante le prouve : si tous les anges étaient restés au ciel, alors l'homme aurait été tout de même créé avec toute sa postérité. Car ce monde a été créé pour l'homme, c'est-à-dire le ciel et la terre, et tout ce que contient l'univers ».
Cette subjectivité nouvelle, sans doute stimulée par les mutations sociales et l'accroissement des différentes formes de mobilité, se traduit aussi par la multiplication des textes biographiques (les Vies de saints) et autobiographiques (de façon centrale comme dans l’Historia calamitatum d'Abélard, ou périphérique comme dans les souvenirs parsemés par Jean de Salisbury dans le Metalogicon). L'essor d'une réflexion sur les thèmes de l'amitié et de l'amour en est également un signe, que ce soit dans la lecture répandue du De amicitia de Cicéron ou dans l'illustration particulière donnée par Héloïse et Abélard.
L'essor de la science médicale participe aussi de ce mouvement, par les traductions grecques et arabes autant que par les nouveaux traités anatomiques et physiologiques, en particulier les Quaestiones naturales d'Adélard de Bath. D'autres lettrés s'attachent à l'image de l'homme-microcosme, reflet de l'univers et en harmonie avec lui, chez Bernard Silvestre, Alain de Lille, Honoré d'Autun, ou dans les œuvres illustrées de Hildegarde de Bingen, teintées de mysticisme, en particulier le Scivias et le Liber divinorum operum. L’Anticlaudianus d'Alain de Lille affiche quant à lui une autre ambition : la Nature y intervient auprès de Dieu, avec l'aide de Prudence et de Raison, afin de rétablir un monde d'harmonie où peut naître l'homme bon et parfait. La maîtrise de l'univers et de la théologie comme science, mise au service d'une philosophie optimiste, caractérise particulièrement Alain de Lille, héritier du naturalisme chartrain à la frontière du XIIIe siècle et des universités,.
Le XIIe siècle est donc bien un éveil de la conscience, une étape sur la formation de la subjectivité : elle renvoie en particulier à des « types idéaux » plus qu'à des individualités, elle se retrouve ainsi plutôt dans le portrait idéal du Policraticus de Jean de Salisbury que dans des représentations artistiques, le buste dit « de Cappenberg » de Frédéric Barberousse constituant une exception.

### Premières querelles théologiques
Si le XIIe siècle est loin de connaître les mêmes controverses que les universités au XIIIe siècle, l'ébauche de la théologie scolastique suscite les premières véritables disputes, dont la querelle Cur deus homo n'est qu'un exemple.
On peut notamment citer la querelle des universaux qui oppose en effet aux réalistes les premiers nominalistes médiévaux, ceux des petites écoles parisiennes, représentées notamment par Pierre Abélard,. C'est en effet ce dernier qui semble le premier critiquer la position de Guillaume de Champeaux. Celui-ci, partant d'une lecture platonicienne de l’Isagoge de Porphyre, soutiennent l'idée selon laquelle les universaux (universalia, c'est-à-dire les prédicats universels, mots désignant par exemple un genre ou une espèce comme « homme » ou « animal ») sont des choses (res, d'où le qualificatif de réaliste) « universelles » comparables aux Formes ou aux Idées de Platon (et qui renvoient donc à une réalité, un homme ou un animal universel existant en chacun des hommes et des animaux singuliers). Les nominalistes, comme Roscelin (qui fut peut-être le maître d'Abélard) soutiennent la thèse inverse : les universaux sont des noms (d'où peut-être, mais rien ne le prouve, le qualificatif « nominaliste »), de simples « sons vocaux » (voces). Cette querelle exégétique devient plus profonde avec Abélard, qui l'étend sur le terrain logique et philosophique tout en restant dans la lignée du nominalisme. Une controverse reprise bien plus tard et développée par Ockham.
L'autre exemple marquant implique également Abélard, avec cette fois pour adversaire principal l'un des esprits les plus brillants du siècle mais aussi totalement étranger au mouvement scolaire urbain, saint Bernard. Abélard s'attache en effet autour de 1120 à l'explication, à l'aide de la dialectique, d'un mystère fondamental de la chrétienté : la Trinité. Accusé de vouloir rendre intelligible un mystère, Abélard s'en défend pourtant de façon anticipée dans son traité :

« Quant à nous, nous ne promettons certes pas d’enseigner sur ces textes une vérité que nous ne possédons de toute évidence ni nous-mêmes, ni aucun mortel. Il nous est tout au moins permis d'exposer des interprétations vraisemblables qui soient acceptables par la raison humaine et en accord avec les Saintes Écritures, afin de combattre ces gens qui se glorifient de battre en brèche la foi par des arguments tirés de la raison humaine. Ils trouvent facilement de nombreux adeptes car presque tous les hommes sont charnels, et bien peu sont spirituels.

Contentons-nous donc de mettre en pièce de toutes les manières possibles l'influence de ces pires ennemis de la sainte foi, d'autant plus que nous ne pouvons le faire par d’autres méthodes, à moins que nous n'y arrivions par la force d'arguments rationnels. »

Abélard est convoqué en avril 1121 devant une assemblée ecclésiastique, à Soissons, où il est condamné. Mais il affine sa thèse dans les années suivantes, dans ses écrits aussi bien que dans son enseignement. Il est ainsi probable que ses disciples aient exagéré sa capacité à percer le mystère de la Trinité, ce qui amène Guillaume de Saint-Thierry puis Bernard de Clairvaux à se pencher sur ses traités, notamment la Theologia Scholarium. Sur la base d'erreurs recensées par ces deux opposants, Abélard est de nouveau convoqué en 1140, au fameux concile de Sens : de nouveau défait, Abélard décide d'en appeler à Rome mais, s'arrêtant plus longtemps que prévu à Cluny, il y reste jusqu'à sa mort.

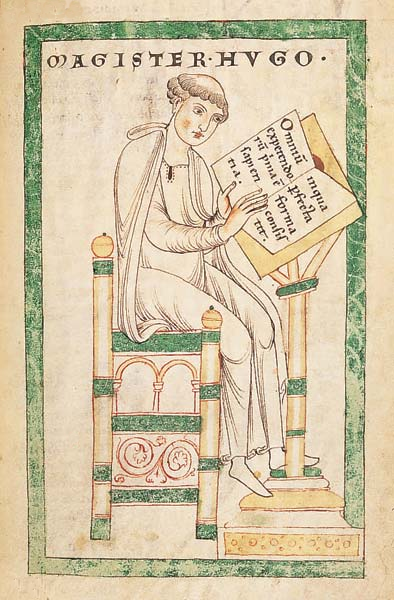
Hugues de Saint-Victor (XIIIe siècle).

### Naissance des «intellectuels»
L'émergence d'une classe de lettrés, des « intellectuels » médiévaux, selon le terme d'un anachronisme assumé par Jacques Le Goff, est l'un des traits les plus caractéristiques de la renaissance du XIIe siècle. Un groupe social est désormais bien identifié, constitué des professionnels de l'activité intellectuelle, c'est-à-dire d'abord des maîtres et des élèves qui font vivre ensemble les écoles, et auquel il reste à se structurer sous la forme d'une corporation, ce que l'on appellera « université ».
Les travaux des médiévistes mettent en avant certaines figures particulièrement remarquables de cette nouvelle classe d'intellectuels. On peut faire débuter cette floraison avec Anselme de Cantorbéry (✝1109) dont l'influence est incontournable, bien qu'il soit plutôt un homme du siècle précédent.
Mais de tous les intellectuels du XIIe siècle, Abélard (1079-1142) est sans doute le plus connu, alliant une personnalité exceptionnelle, une œuvre en rupture et une vie pleine de drame, comme le relate son autobiographie, l’Historia calamitatum (Histoire de mes malheurs). Car sa relation avec sa jeune élève Héloïse et sa castration par la famille de celle-ci ont fait de ce couple d'amoureux l'un des plus célèbres de l'histoire, leur correspondance, probablement authentique, n'ayant cessé d'être lues. Abélard est aussi un symbole particulièrement efficace de la renaissance, en raison des lettrés qu'il est amené à côtoyer, bien souvent pour s'y opposer, en particulier ses maîtres Roscelin (✝v. 1122), Guillaume de Champeaux (✝1122) et Anselme de Laon (✝1117) ; ou encore son plus fameux élève, Jean de Salisbury. On peut y ajouter les Cisterciens qui, s'il faut les compter à part du monde scolaire, ne sont pas totalement distincts de l'élan de la renaissance.
Pour le reste on peut essentiellement rattacher les intellectuels du XIIe siècle à deux centres scolaires. Chartres d'abord, dont l'originalité est connue, où se succèdent Bernard de Chartres (✝1126), Gilbert de La Porrée (✝1140), grand adversaire des Cornificiens, et Thierry de Chartres (✝1150), peut-être frère de Bernard, au goût prononcé pour la théologie spéculative. À cette école de Chartres se rattachent aussi Clarembaud d'Arras (✝ap. 1170), proche des conceptions de Thierry, et Alain de Lille (1128-v. 1203), théologien optimiste et dans le même temps poète, ainsi que Guillaume de Conches (v. 1080-v. 1154). Jean de Salisbury (v. 1115-1180) surtout en est l'héritier le plus éminent, élève des Chartrains Bernard et Guillaume, mais aussi de Robert de Melun et d'Abélard, plus tard proche de Thomas Becket, auteur du Metalogicon sur les études et du Policraticus sur l'édification du prince. Enfin, Bernard Silvestre (1085-1178), auteur d'une Cosmographia au succès durable, est habituellement classé parmi les Chartrains.
À Paris ensuite, c'est Saint-Victor qui abrite alors les plus nombreux lettrés. Après son fondateur Guillaume de Champeaux, les maîtres en sont Hugues de Saint-Victor (✝1141), dont les œuvres centrales sont le Didascalicon, qui fait renaître la classification du savoir, et le De Sacramentis ; puis André de Saint-Victor (✝1175), Richard de Saint-Victor (✝1173), auteur d'un De Trinitate qui continue le travail d'Abélard. Godefroy de Saint-Victor (✝1194) est lui l'auteur d'un Microcosmus sur la thèse de l'homme-microcosme, et Gauthier de Saint-Victor, qui compose en 1177-1178 un Contra IV labyrinthos Franciae, violente attaque contre Abélard, Gilbert de la Porrée, Pierre de Poitiers, un autre victorin (✝v. 1216) et Pierre Lombard (v. 1100-1160). Ce dernier est l'auteur des Sentences qui demeureront l'un des ouvrages théologiques fondamentaux jusqu'à la fin du Moyen Âge.

## Suites

### Crise des écoles à la fin duXIIesiècle
Le phénomène de renaissance des études ne doit pas être compris comme un mouvement uniforme. La multiplication des écoles de la première moitié du siècle cède ainsi la place à partir des années 1160-1170 à l'effacement de cités plus petites, notamment en France du nord (Laon, Chartres, Reims) au profit des villes les plus importantes (Paris, Bologne), tandis que centres émergents se font rares, à l'exception notable d'Oxford à partir de 1160. « Processus de reclassement et de resserrement » qui se traduit donc avant tout par un aspect quantitatif en raison du manque de moyens des petits chapitres et de la concurrence des grands centres : la crise des écoles est une crise de croissance. Mais elle est aussi une crise des savoirs, en ce sens que le renouvellement des contenus et des méthodes marque le pas à la fin du siècle ; plus exactement l'héritage des autorités traditionnelles s'essouffle tandis que les apports nouveaux de nombreux textes traduits ne sont pas encore pleinement intégrés : la tension entre la séduction de la nouveauté et les résistances de pouvoirs méfiants, notamment du côté de l'Église, n'est pas encore réglée.
Enfin il ne faut pas négliger l'impact de certaines évolutions politiques sur l'organisation de monde intellectuel. L'effacement des pouvoirs locaux (seigneurs féodaux, dignitaires ecclésiastiques, communes) au profit des souverains et surtout de la papauté qui connaît avec Innocent III son apogée, profite aux institutions scolaires. Mais les régions qui sont moins concernées par cette mutation des pouvoirs, notamment l'Empire, voient au contraire les écoles décliner : les écoles de Cologne, de Mayence, de Bamberg vivent des temps difficiles au tournant du XIIIe siècle. Symboliquement, on peut citer le départ de Prévostin, contraint par le chapitre de quitter Mayence en 1204, ce qui profite à Paris.

### Vers les universités duXIIIesiècle
Cette crise de la fin du XIIe siècle participe en fait, autant que la croissance qui l'a précédée, au mouvement qui aboutit à la naissance des universités à partir de la deuxième moitié du XIIe siècle. Car ce cadre se distingue d'abord dans les principaux centres scolaires qui bénéficient de cette crise (Paris, Bologne), et c'est au sein des universités que seront enfin saisis les apports nouveaux des traductions d'Avicenne, de Rhazès, et des traités inconnus d'Aristote. En ce sens, l'université est « à la fois couronnement et remise en ordre de la croissance scolaire du XIIe siècle », et cette mutation ne s'opère pas dans un contexte apaisé ni par un effet de croissance presque mécanique : il faut la replacer « dans un ensemble de tensions et d'inquiétudes qui aident à comprendre l'âpreté des affrontements que cette mutation a parfois déclenchés, en même temps que la vie intense qui a tout de suite animé les nouvelles institutions éducatives ». Cette transition est étudiée en profondeur par plusieurs spécialistes de la période qui permettent de préciser les travaux plus anciens, d'un Jacques Le Goff par exemple, pour qui « les artisans de l'esprit entraînés dans l'essor urbain du XIIe siècle [s'organisent] au sein du grand mouvement corporatif couronné par le mouvement communal », ce qui laisse croire à un mouvement par trop univoque. Saisir la complexité de ce moment charnière permet de comprendre en quoi, effectivement, comme le dit Jacques Verger :

« À bien des égards, le XIIIe siècle prolonge le XIIe siècle. Même si des signes d'essoufflement, voire des prodromes de crise marquent ses dernières décennies, on y trouve dans une large mesure l'élan humain, le dynamisme économique, les tendances unificatrices de l'âge antérieur. La “Renaissance du XIIe siècle” s'épanouit et porte ses plus beaux fruits au “temps des cathédrales”. »